# Kis-kevélyi-barlang
A Kis-kevélyi-barlang Magyarország fokozottan védett barlangjai közül az egyik. A Duna–Ipoly Nemzeti Parkban lévő Pilis hegységben, Csobánkán található. A Pilis hegység egyik legismertebb barlangja. Régészeti és őslénytani leletek kerültek elő belőle. A másik, elterjedt neve Mackó-barlang. A jelzett turistaút mellett fekvő barlang kedvelt kirándulóhely.

## Leírás
A Kis-Kevély északi oldalán, közel a hegycsúcshoz, Csobánka szélén, erdőben lévő sziklakibúvásban található a hatalmas, természetes és bontott jellegű, vízszintes tengelyirányú, íves, É-ra néző, 11,4 m széles és 5,1 m magas bejárata. Megközelíthető a sárga sáv jelzésű turistaúton, amely Pomáztól Pilisborosjenőig tart. Legkönnyebben Csobánka központjából lehet eljutni hozzá. Nem messze van a barlangtól a Kevély-nyergi turistaház helyén lévő pihenő, ahonnan az említett sárga sáv jelzésű turistaösvényen le lehet ereszkedni a Kis-kevélyi-barlanghoz.
Triász dachsteini mészkőben tektonikus hasadék által meghatározott irányban alakult ki az inaktív forrásbarlang. Néhány kicsi cseppkőcsapon és cseppkőzászlón kívül a barlangban más képződmény nincs. A barlang hossza 65 m, függőleges kiterjedése 14 m, vízszintes kiterjedése 44 m, mélysége 3 m és magassága 11 m. Szabadon látogatható, a bejárati terem felszerelés nélkül, utcai ruhában megtekinthető, a belső részei barlangjáró alapfelszereléssel és világítóeszköz használatával járhatók.
Van egy másik bejárata is, amely azonban eltömődött. Ez a bejárat a jelenlegi bejárat felett nyílt. A barlang egy nagy teremmel kezdődik, ami befelé szűkül. Ez a rész egy rövid kürtőig tart és a kürtő egy kis méretű, felső teremben ér véget. A terem a közelmúltban szakadhatott fel, így keletkezett egy második bejárat. A falakon néhol gömbüstök és ujjbegykarrok találhatók.
Előfordul a barlang az irodalmában Csobánkai-barlang (Kaán 1931), Csontbarlang (Márton 1910), Dachsteinimészkő-barlang (Kárpát 1990), Dachsteini mészkőbarlang (Bertalan 1976), Dachstein-mészkőbarlang (Barcza, Thirring 1920), Dachstein mészkőbarlang (Bertalan 1976), Kevélybarlang (Barcza, Thirring 1920), Kiskevély-barlang (Tompa 1935), Kiskevély barlangja (Barcza, Thirring 1920), Kis-Kevély barlangja (Thirring 1900), Kiskevélyi-barlang (Mottl 1939), Kiskevélyi barlang (Hillebrand 1913), Kis-Kevélyi-barlang (Mezei 1967), Kiskevélyi Mackó barlang (Thuróczy 1964), Mackó-barlang (Schőnviszky 1937), Mackó barlang (Révai 1938), Mackóbarlang (Láng 1953) és Máczka barlang (Moussong 1891) neveken is. A Máczka szállás név Moussong Géza szerint a Macska-barlang egyik neve.

## Régészet, őslénytan
Az első, aki paleontológiai leleteket talált a barlangban az Koch Antal volt a barlang 1868. évi kutatása során. A kincskeresőktől feltúrt talajon barlangi medve csontokat gyűjtött. Hillebrand Jenő a Barlangkutató Bizottság megbízásából végzett ásatáskor sok állat, például rénszarvas, ló, barlangi medve, gyapjas orrszarvú, ősszarvasok, őstulok és hiéna maradványaira, valamint régészeti leletekre bukkant, amelyek azt bizonyítják, hogy az őskorban ősember is élt itt. A barlang majdnem egész kitöltését kitermeltette és feldolgozta, amelyet a Magyar Tudományos Akadémia és a Földtani Intézet is támogatott.

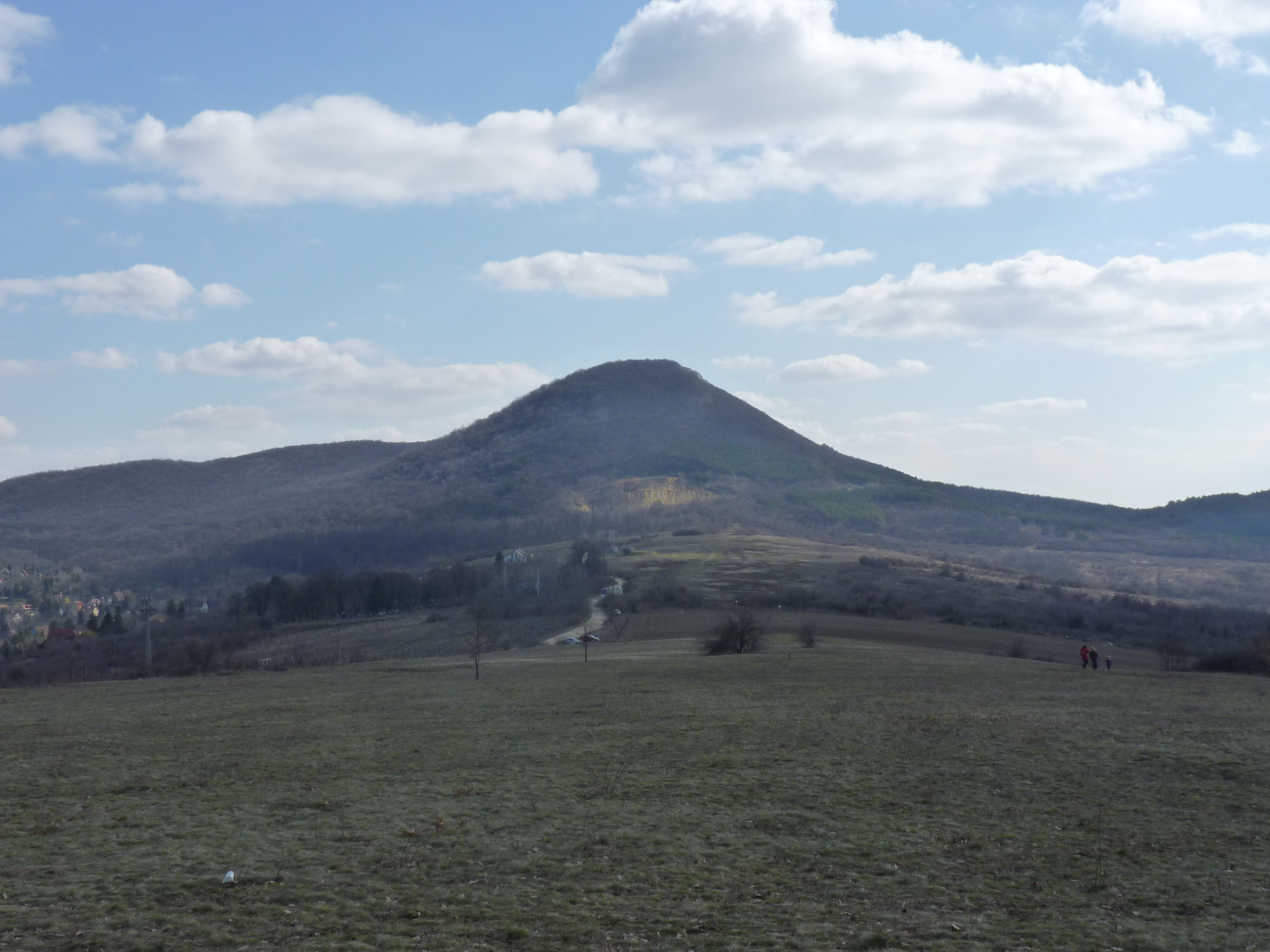
A Kis-Kevély látképe a Csobánkai-nyeregből

A barlang kitöltésének a nagysága helyenként hat méternél is mélyebb volt. A csonteszközök közül a legértékesebbek az átfúrt szarvasphalanx és a madárcsontból készült ár. Az itt talált 145 darab, pilisszántói kultúrába sorolható kovaeszköz közül a legtöbb retusálatlan penge, de pár darab retusált penge, fúró, kaparó és árvéső is napvilágra került. Ez az egyik olyan barlang, amelynek a felső pleisztocén rétegsora nagyon értékes, paleontológiai és régészeti leleteket tartalmazott. Vértes László a rétegtisztázó ásatása közben öt meghatározó réteget különített el 1957-ben. A sárga, legalsó réteg meddő volt.
A felette levő, barna réteg leletei Hillebrand Jenő szerint protosolutréiek. Vannak olyan kutatók, akik szerint a korai Szeleta-kultúra és a Moustier-kultúra is jelen volt a barlangban. Az 1957-es ásatás alapján valószínű, hogy a moustieri kaparókat tartalmazó barna réteg feletti, átmeneti rétegben voltak a Szeleta-kultúra szilánkjai és levélkaparója. A késő őskőkorszak eszközei két sárgás rétegben voltak, de nem állapítható meg ásatási feljegyzések hiányában, miképp helyezkedtek el ezekben a Hillebrand Jenő által magdaléni kultúrájúnak megállapított eszközök.
Hillebrand Jenő nem tett el leleteket a legfelső, holocén rétegből, így szinte kizárólag azok a tárgyak tanúskodnak a barlang későbbi lakottságáról, amelyeket Sashegyi Sándor gyűjtött az 1912-től 1914-ig tartó ásatásnak a barlang előterébe kihordott földjéből. A ludanicei csoportba sorolható néhány tálperem kerek bütyökkel, illetve füllel, egy kettős kúpos és egy hengeres nyakú edény töredéke. A badeni kultúrához köthető egy vastag falú edény töredéke függőleges kannelúrával, egy gömbszelet alakú tál töredéke a pereme alatt hármas bütyökkel, egy bordás fazékperem, egy kannelúrás, széles szalagfül és egy rücskös felületű töredék bütyökfogantyúval. Egy kisméretű állatszobor töredéke is valószínűleg ebbe a kultúrába tartozik.

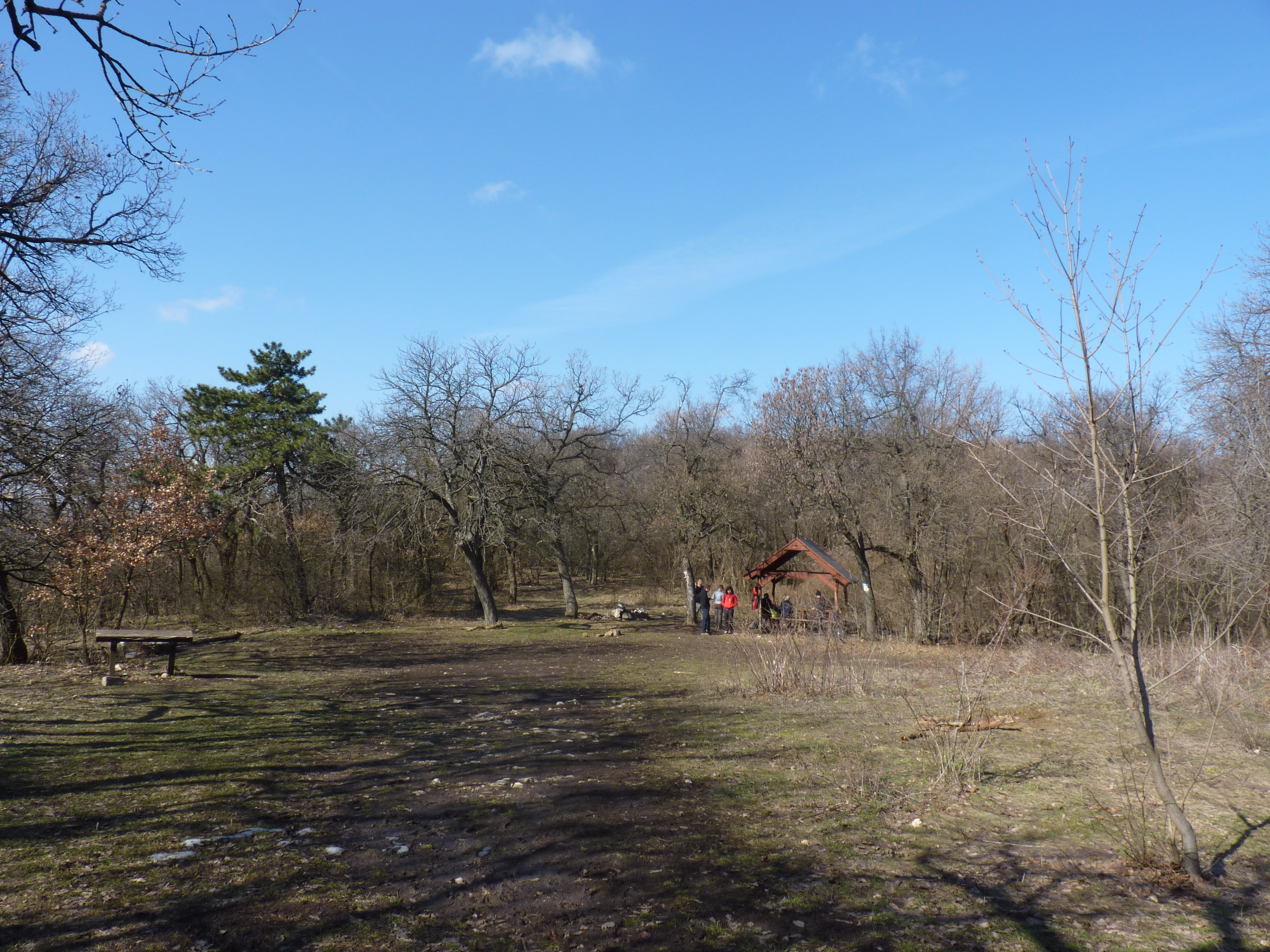
A Nagy-Kevély és a Kis-Kevély között lévő Kevély-nyereg, amely a Kis-kevélyi-barlang közelében található

A késő bronzkori urnamezős kultúrába sorolható egy finoman kannelúrázott, vékony falú oldal, egy behúzott és egy síkozott peremű táltöredék. Előkerült egy zöld mázas és egy barna festésű római kori oldaltöredék. Sashegyi Sándor Árpád-kori edénytöredékeket is talált benne. 11. századi, vagy 12. századi egy szürke, vonalköteggel díszített, homokos anyagú oldaltöredék. 13. századiak a barna és barnásszürke színű, kézikorongon készült, homokkal és kaviccsal kevert anyagú fazéktöredékek. A fehér, élesen profilált peremű, kívül-belül egyenletesre simított felületű fazéktöredék a 13. század végén készült. A teljes leletanyag megtalálható a Magyar Nemzeti Múzeumban.

## Kutatástörténet

### 1926-ig
Egy 1355-ben írt, Anjou-korból származó oklevélben szerepel a Likaskő névnek a Likaskw névváltozata, amelyet Dénes György a Kis-kevélyi-barlanggal azonosított. A barlangot először Vályi András említette meg nyomtatásban, az 1796-ban megjelent könyvében. Azt írta, hogy a Kis-Kevélynek van egy nagy barlangja. Novák Dániel 1837-ben kiadott munkájában az olvasható, hogy a Kis-Kevély oldalában van egy nagy, széles és nagyon hosszú barlang, amelyben négy lóval könnyen meg lehet fordulni. A barlang külseje hasonlít egy mesterségesen készült boltozathoz. Az 1851-ben napvilágot látott és Fényes Elek által írt geográfiai szótár első kötetében meg van említve, hogy Csobánkának van egy barlangja. A Magyarhoni Földtani Társulat 1868. december 23-i szakülésén Koch Antal ismertette a Kis-kevélyi-barlangot.

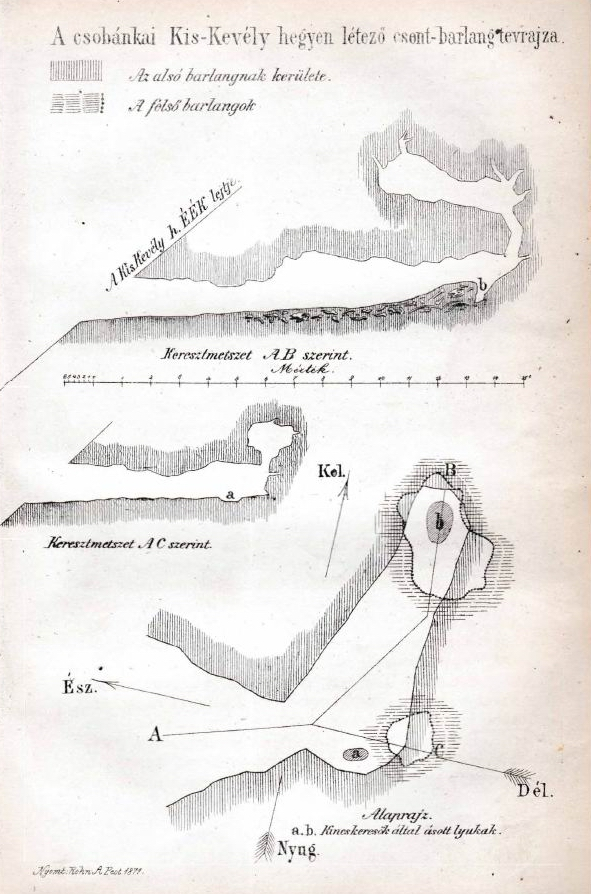
A Kis-kevélyi-barlang Koch Antal által rajzolt és 1871-ben publikált térképei

A Földtani Közlöny 1871. évfolyamában megjelent és Koch Antal által írt, A csobánkai és solymári barlangok című tanulmányban az olvasható, hogy Koch Antal a Földmívelés-, Ipar- és Kereskedelemügyi Minisztérium földtani osztályának megbízásából 1868 nyarán járt a Csobánkánál található Kis-Kevély hegyen lévő barlangban. A Kis-Kevélyen nyíló barlangban nem láthatók vízfolyások nyomai, ezért ez a barlang az odvas barlangok közé tartozik. Az átkutatott négy barlang közül könnyű hozzáférhetősége miatt a Kis-kevélyi-barlangot tudta legjobban átvizsgálni Koch Antal. Sokat foglalkozott vele azért is, mert barlangi medve csonttöredékeket talált benne. Ezzel a felfedezéssel a magyarországi csontbarlangok száma növekedett.
Csobánka D-i széléről a Kis-Kevély hegy ÉÉK-i lejtője felé haladva kell elindulni a barlanghoz. A löszdombokat elhagyva a hegy alján dolomitsziklák bukkannak elő, melyek a lejtő hosszának ¼-éig tartanak. Azon túl mindenhol dachsteini mészkő össze-vissza elhelyezkedő sziklarétegei állnak ki a talajból. A hegylejtő hosszának ¾-énél, tehát a hegytetőhöz közel, bokrok között elrejtve fekszik a barlang bejárata, amelyet nehéz lenne megtalálni vezető nélkül. A tág nyílás a dachsteini mészkő sziklarétegeivel van körülvéve és hatalmas kőkapuhoz hasonló, amely szűkül befelé. Mivel meg akarta állapítani Koch Antal a barlang kiterjedését, ezért átvizsgálta a barlang minden részét. Miután megtalálta az alján az említett medvecsontokat és látta, hogy csekély kiterjedésű a barlang, elhatározta, hogy elkészíti a barlang térképét. A felmérést tájolóval és mérőzsinórral végezte. Ahol nem tudta pontosan megmérni a magasságot, ott becsléssel állapította meg az adatot. Így elég pontosan meg tudta határozni a barlang fekvését, irányát és kiterjedését. A barlang felmérése alapján megrajzolta a barlang alaprajz térképét és két keresztmetszet térképét. Az eredményt, a barlang térképeit bemutatta a Magyarhoni Földtani Társulat szakülésén.
Úgy gondolta, hogy a térképek bemutatása helyettesíti a barlang kiterjedésének részletezését és ezért rátért a barlang természetrajzi nevezetességeinek leírására. A barlang alsó szintje teljesen száraz és alig látszódik falain a cseppkőképződés nyoma. Általában jól megfigyelhetők a dachsteini mészkő egymáson fekvő rétegei. Megállapítható több helyen ezek dőlése, amely ÉK-re 20°. Kissé nedves a felső szint, amelynek sziklafalai és talapzata teljesen be van vonva cseppkőkéreggel. A függőcseppkövek és az állócseppkövek azonban nem gyakoriak és nem hosszabbak 5 ujjnál. A barlang alsó szintjének talapzata nem szikla, hanem iszapos föld, amelyben sok a csonttöredék és a dachsteini mészkőtöredék. Koch Antal nem ásott a barlangban, mert ettől a fárasztó munkától megmentette a babonás kincskeresők által ásott két gödör (az alaprajz térképen a és b betűvel jelölt helyek). A két gödör aránylag mélyre volt kiásva és a kiásott föld kupacba volt gyűjtve. Átnézte ezt a földhalmot és abban rövid idő alatt sok csonttöredéket talált, melyek barlangi medvétől származtak.

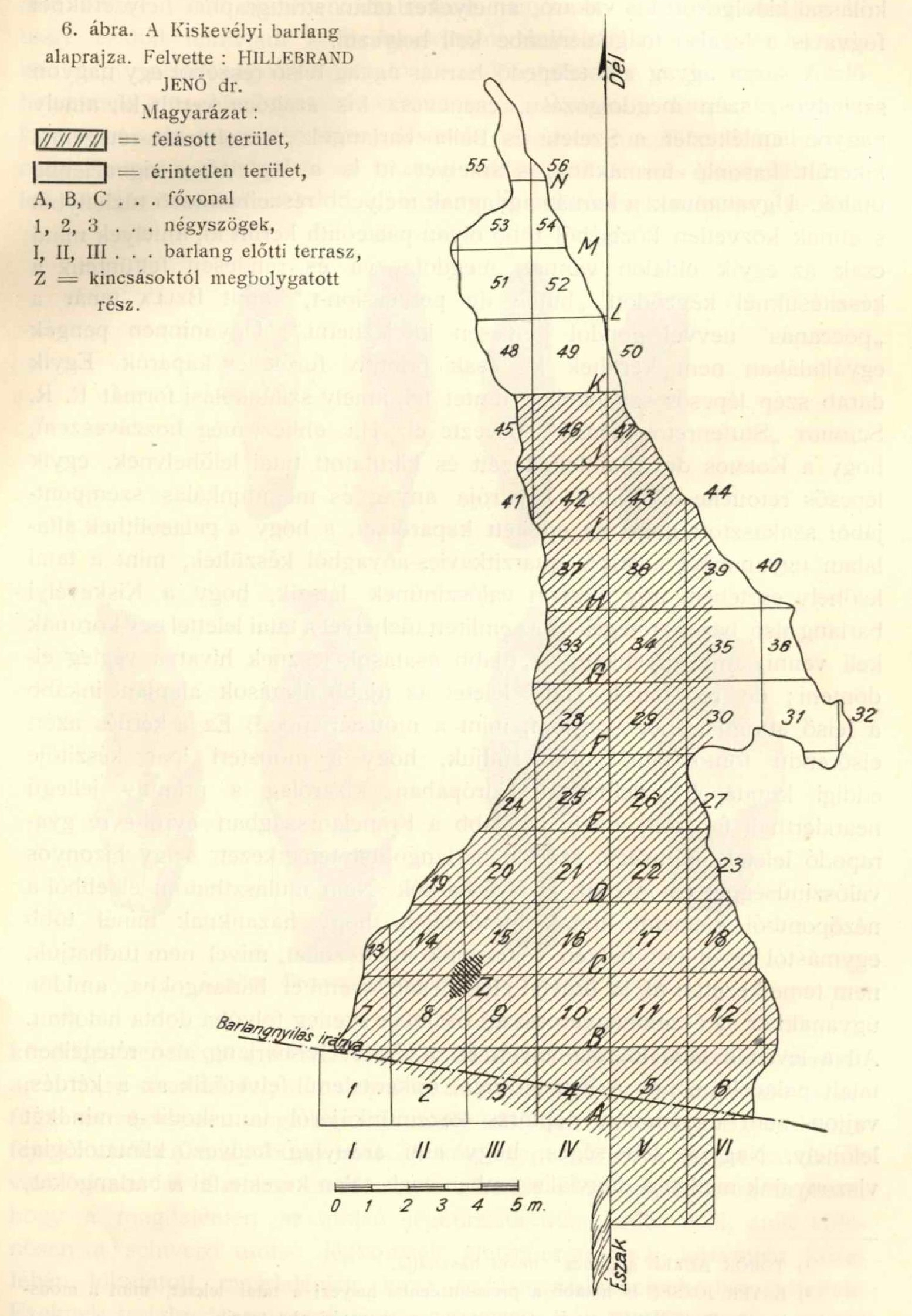
A Kis-kevélyi-barlang Hillebrand Jenő által rajzolt és 1913-ban publikált alaprajz térképe

A barlangban gyűjtött csontokat a Magyar Nemzeti Múzeum Ursus spelaeus és az egyetemi állattani intézetben lévő Ursus arctos csontjaival részletesen összehasonlítva határozta meg. A talált csontok a következők: 1. felső jobb oldali szemfog az állkapocs töredékével. 2. felső állkapocs jobb oldali töredéke néhány zápfog gyökerének helyével. 3. felső állkapocs jobb oldali, utolsó előtti zápfoga és egy alsó szemfog koronájának töredéke. 4. jobb oldali kisujj középkéz csontja. 5. jobb oldali legkisebb ujj középláb csontja. 6. fancsont jobb oldali felének töredéke. 7. csípőcsont bal oldali töredéke az ízvápa egyik részével. 8. koponyacsont töredékek. Minden bizonnyal azért nem talált nagyobb csontokat, mert azokat szétzúzták a kincskeresők kapái. Koch Antal azonban meg volt győződve arról, hogy nagyobb ásással teljesebb csontokat is találni lehet a barlangban.
Biztosan meg lehet állapítani, hogy ez a barlang, mely a lösztenger szintje felett kb. 100 lábra lehetett, a negyedkor hatalmas ragadozó emlőseinek, főleg a barlangi medvének (Ursus spelaeus) lakó és temetkezési helye volt. A csontok nem mosódhattak be a barlangba, mert nem található meg benne a befolyó vagy kifolyó víz nyoma. A barlang alsó szintjének fenekét borító iszapos kavics bejuthatott az esővízzel és a barlangfalak porladása miatt is. A barlang kialakulásával kapcsolatban arra lehet következtetni, hogy a barlang egy hasadékűr, amely a dachsteini mészkő kiemelkedésekor jött létre a rideg kőzetben. Később ez a hasadékűr a kőzet mállása és porladása, valamint a cseppkőképződés miatt nagyon lassan átalakult jelenlegi alakjára. A tanulmányban publikálva lett a barlang Koch Antal által készített három térképe.
Az 1877. évi Archaeologiai Értesítőben meg van említve, hogy Lóczy Lajos a Magyar Nemzeti Múzeum régiségtárának ajándékozott 4 cserépdarabot, amelyeket a Pest megyében lévő Csobánkán talált. (Az 1986-ban kiadott régészeti topográfiában az 1877. évi közlemény alapján az van írva, hogy Lóczy Lajos a Kis-kevélyi-barlangban 1877-ben gyűjtött azóta már elkallódott állatcsontokat és cserepeket.)
Thirring Gusztáv 1900-ban kiadott könyvében az van írva, hogy a Kis-Kevély oldalának felső negyedében, közel a hegy tetejéhez található a Kis-Kevély barlangjának bejárata, amely hasonló egy befelé szűkülő hatalmas kőkapuhoz. Koch Antal szerint a barlang alsó emelete teljesen száraz és falain nagyon kevés cseppkő van. A dachsteini mészkő egymáson lévő rétegei többnyire jól láthatók. A barlang felső emelete kissé nedves, amelynek falai és talapzata egészen be vannak vonva cseppkőkéreggel. Függőcseppkő és állócseppkő azonban nem gyakori itt. Ez utóbbiak nem hosszabbak 14 cm-nél. Az alsó emelet alja nem szikla, hanem iszapos föld, amelyben sok dachsteini mészkő és sok csonttöredék van. Két helyen mélyen leástak benne kincskeresők, ezzel a barlangi medve (Ursus spelaeus) sok csonttöredéke előkerült. Mivel a csontok nem mosódhattak be ebbe a magasan elhelyezkedő barlangba, ezért kétségtelen, hogy lakó és temetkezési helye volt a barlangi medvének. A barlang hasadéküreg, amely a dachsteini mészkő kiemelkedésekor alakult ki a rideg kőzetben. Ez a hasadéküreg a kőzet mállása és porladása, valamint a cseppkőréteg létrejötte miatt felvette jelenlegi alakját nagyon lassan. A barlang felett található sziklákról nagyon szép kilátás tárul Csobánkára. A kiadványba bekerült egy fekete-fehér fénykép, amelyen a Kis-kevélyi-barlang bejárata figyelhető meg.

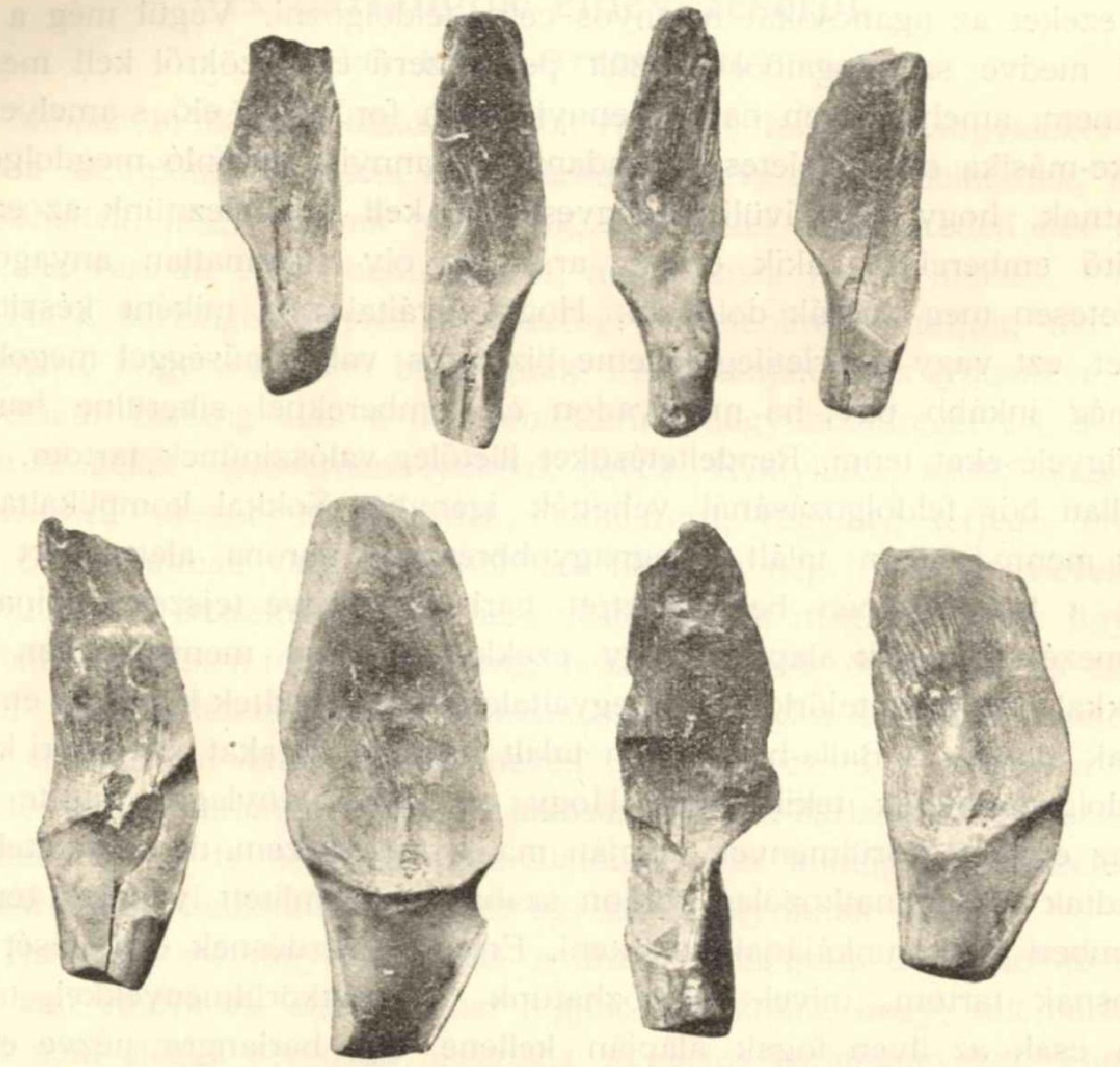
Barlangi medve fogakból készült pengék, amelyek a Hillebrand Jenő által végzett ásatással kerültek elő a Kis-kevélyi-barlangból

Az 1910-ben kiadott és Márton Lajos által írt, Pest-Pilis-Solt-Kiskun vármegye őskoráról szóló könyvfejezetben meg van említve, hogy a régibb kőkor emberének leletei valószínűleg elő fognak kerülni a Budapest közelében emelkedő hegyek barlangjaiból. Már 1881-ben felhívta a figyelmet ezekre a barlangokra Lóczy Lajos, aki úgy gondolta, hogy ezek közül a barlangok közül néhány alkalmas volt emberi lakhelynek földrajzi fekvése és alakja miatt. A barlangok lakottságát bizonyítja az a kultúrréteg is, amely jelenlegi talajukat alkotja. A Bátori-barlangnál, a Remete-barlangnál és a Remete-hegyi-kőfülkénél jelentősebbnek tűnik a csobánkai Csontbarlang a nagysága miatt és főleg azért, mert egész, kb. 160 m²-es talaja kultúrréteg. Ez a kultúrréteg leginkább újabb kori tárgyakat tartalmazott, amelyek azt igazolják, hogy a környéken élőknek egészen a 16. századig ebben a barlangban volt a menedékük veszély idején. A barlangból eddig előkerült leleteken nem látható a régibb kőkori ember által végzett megmunkálás, csak kortársa, a hatalmas barlangi medve csontjai figyelmeztetnek arra a lehetőségre, hogy napvilágra kerülhetnek ennek a kornak jellemző kőeszközei is a teljes kultúrréteg átvizsgálásával.
A Barlangkutatás 1913. évi évfolyamának 1. füzetében jelent meg Hillebrand Jenő első beszámolója a barlang kutatásáról. A tanulmány szerint a Budapest közelében található csobánkai Kiskevélyi barlangot Koch Antal fedezte fel és ismertette a Magyarhoni Földtani Társulat 1868. december 23-i szakülésén. Koch Antal a kincsásók által feltárt rétegekben sok ősmedvecsontot talált és jelentésében kiemeli, hogy tervszerű ásatással sok ősemlőscsontot lehetne találni benne. Elképzelésének alaposságát a nemrég végzett próbaásatásokkal a barlangból napfényre került emlősfauna igazolja, melyhez hasonló Magyarország barlangjaiból még nem nagyon került elő. A Koch Antal által a barlangban gyűjtött medvecsontok képezték alapját a Magyar Királyi Földtani Intézet gerinces gyűjteményének. A barlang létezésére Bekey Imre Gábor hívta fel Hillebrand Jenő figyelmét.
A dachsteini mészkőben kialakult barlang Csobánka felett, 170 m magasságban helyezkedik el. A barlang kitöltése néhány helyen mélyebb 6 m-nél. Kitöltésének szelvénye nagyon érdekes és változatos: 1. a legfelső szürkéssárgás agyagrétegekben a rénszarvas és a fosszilis ló az uralkodó, mely utóbbi a mai meleg vérű lónál sokkal nagyobb és vaskosabb termetű volt. Az ember ottlétét tanúsítják a feltört csontok, a feldolgozott rénszarvasagancsok és a sok retus nélküli, illetve sűrű merőleges retussal megmunkált mikrolitikus kovapengék, melyek a faunával együtt a legfelső pleisztocénra, a magdalénienre utalnak. 2. Az alája települt, tiszta sárga agyagrétegben sok barlangi medvecsont van és előkerültek belőle barlangi medve szemfogaiból készült pengék is. A pengék némelyike annyira tökéletes, hogy ezek elkészítéséhez rendkívül nagy ügyesség kellhetett az anyag alkalmatlansága miatt.

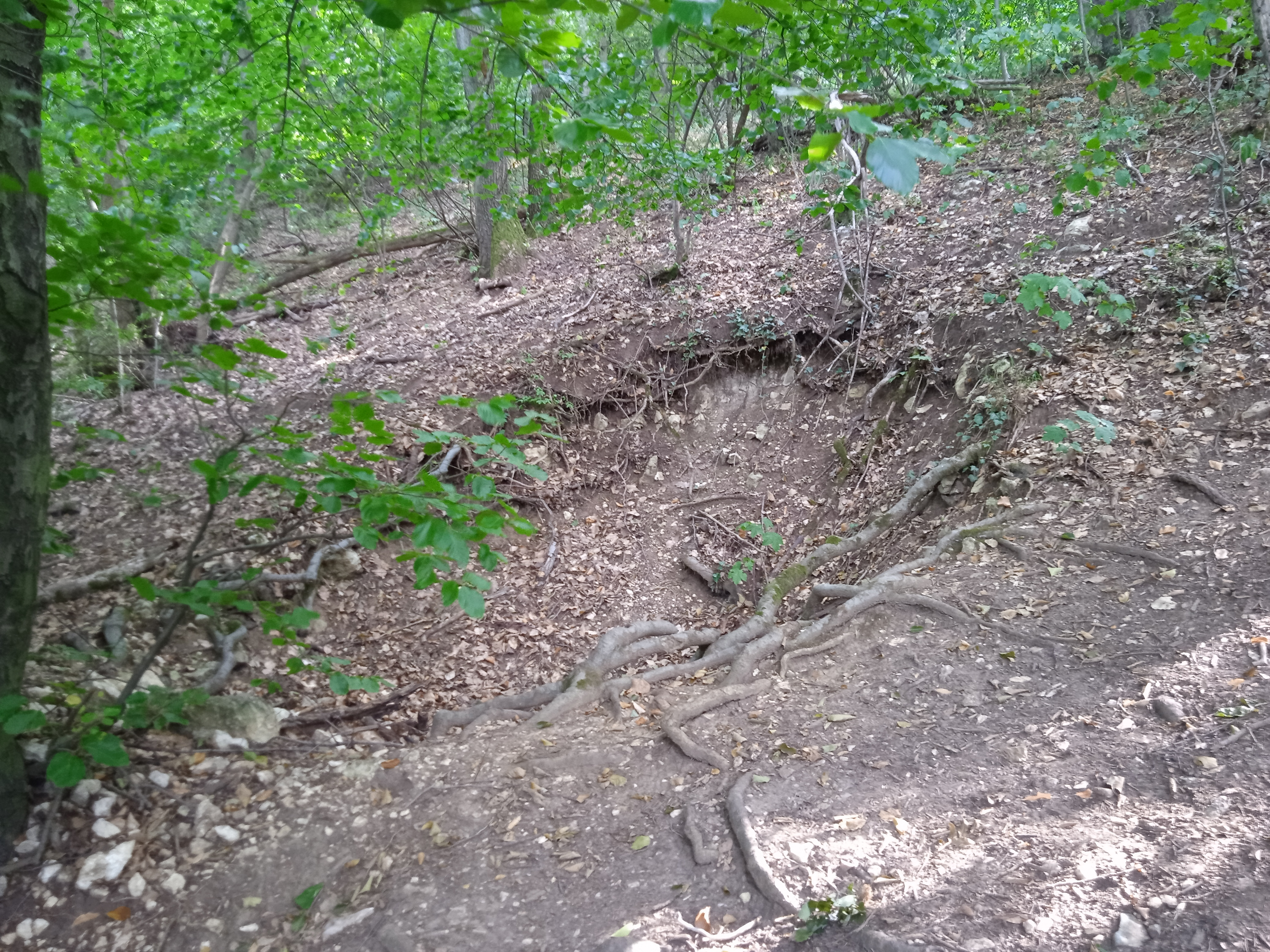
A Kis-kevélyi-barlang másik, betemetett bejárata

3. A még mélyebben elhelyezkedő barna agyagban megjelenik a hiéna és érdekes, hogy teljesen hiányzik a rénszarvas, ami megegyezik Hillebrand Jenőnek a többi barlang alapján tett megfigyeléseivel. Kutatásai szerint először a hiéna, majd a barlangi medve és utoljára, a pleisztocén végén tűnik el a rénszarvas Magyarországról, amely a régibb rétegekben csak elvétve fordul elő. Érdekessé teszi ennek a szintnek a rétegeit a benne található tűzhely, sok égetett csont, faszéndarab és paleolit. A tűzhely feletti réteg a presolutréenre utal, a tűzhely paleolitjai pedig, mivel Kormos Tivadar tatai paleolitjaihoz hasonlítanak, minden bizonnyal a Moustier-kultúrára utalnak, amikor kőszerszámait az ember csak egyik oldalon dolgozta meg és amely kőipar idején egész Európában még a primitív jellegű neandervölgyi rassz uralkodott.
4. A barna anyag alá települt, sárgás plasztikus agyag a sok hiénacsont miatt érdekes és máris sikerült benne találni egy majdnem teljes hiénakoponyát. Mivel a hiénacsontok egy része érintetlen, de ugyanabból a rétegből előkerült másik részükön emberi kéz jól látható nyomai vannak, ezért elképzelhető, hogy hiéna és ember békésen megfértek egymás mellett, ahogy ezt Afrika egyes vidékein napjainkban is megfigyelték. Ebből a rétegből eddig még nem kerültek elő kőszerszámok. A ló és az orrszarvú mindegyik pleisztocén rétegben megtalálható. A barlang alig egynegyed része van kiásva. Az előkerült anyagból ítélve olyan eredmények várhatók, amelyek tisztáznak majd sok, eddig eldöntetlen kérdést. Az eddigi eredmények alapján Hillebrand Jenő javasolta a barlang teljes felásatását. A tanulmányban publikálva lett Bekey Imre Gábor egyik fekete-fehér fényképe, amelyen látható a Kis-kevélyi-barlang bejárata.

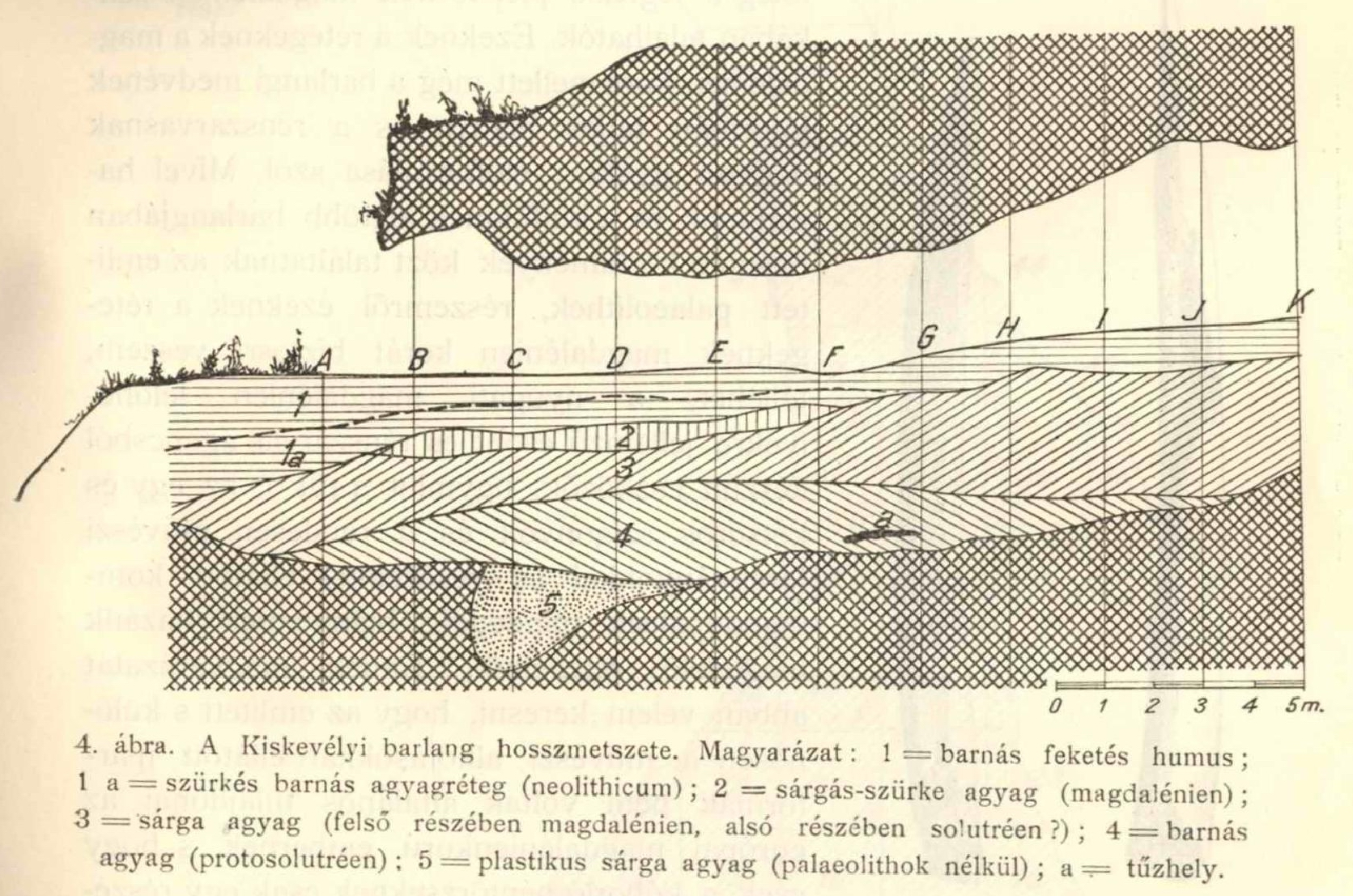
A Kis-kevélyi-barlang 1913-ban publikált hosszmetszet térképe

Az 1913. évi 3. füzetben az olvasható, hogy a Jankovich-barlangból érdekes módon lócsont nem került elő, pedig a Kis-kevélyi-barlangban rengeteg található. Az 1913. évi 4. füzetben lett publikálva egy nagyobb írás az 1912. évi kutatásról és az ásatás eredményéről. A tanulmányhoz mellékelve van a barlangban talált néhány lelet fényképe és a barlang alaprajz térképe, valamint hosszmetszet térképe, amelyek a Hillebrand Jenő által végzett felmérés alapján lettek rajzolva. A hosszmetszet térképen ábrázolva van a kitöltő rétegek metszete.
Az 1915. évi Barlangkutatás 1. füzetében közölve lett, hogy a Kiskevélyi barlangban Hillebrand Jenő 1914. május 11-től 1914. május 21-ig ásatást végzett. A barlang pleisztocén rétegeiből megint előkerültek értékes őslénytani és ősrégészeti tárgyak. Megemlítendő a magdaléni kori sok mikrolit kőpenge és az ezek mellett felfedezett, madárcsontból készült ár, illetve a mélyebb szintben talált típusos, proto-solutréi néhány paleolit kőeszköz. A barlang belseje már egészen fel van ásva és csak az előtérben maradt meg egy olyan kis rész, amely alkalmas ásatásra. Az ásatás költségeit részben a Magyar Királyi Földtani Intézet, részben a Magyarhoni Földtani Társulat Barlangkutató Szakosztálya (a Magyar Nemzeti Múzeum régiségtára által nyújtott segélyből) fedezte.
Az 1915. évi Barlangkutatás 3–4. füzetében meg van említve, hogy az É-ra néző bejáratú Klotild-barlang védett fekvése önmagában nem döntő jelentőségű annak a kérdésnek az eldöntéséhez, hogy lakott-e ősember a Klotild-barlangban, mert a csobánkai Kis-kevélyi-barlang szintén É-i fekvésű, sőt teljesen védtelen, de mégis ez a hely volt eddig Magyarország egyik leggazdagabb lelőhelye. A DNy-ra néző és ideálisan védett helyen lévő Leány-barlang és Legény-barlang kiásása bizonyíték volt arra, hogy ez utóbbi két barlangban sohasem tartózkodott diluviális ember. Az 1915. évi Barlangkutatásban lévő, A bajóti Jankovich-barlangban 1914. és 1915. években végzett kutatások eredményei című publikációban, melyet Hillebrand Jenő írt, az olvasható, hogy a Jankovich-barlang most felfedezett barlangrészének solutréi rétegében volt néhány, barlangi medve fogból készített penge is. Ez a magyarországi különleges eszköztípus (Lenhossék Mihály ajánlatára) kiskevélyi pengetípusnak lett elnevezve, mert hasonló eszközök a Kis-kevélyi-barlangban lettek gyűjtve.

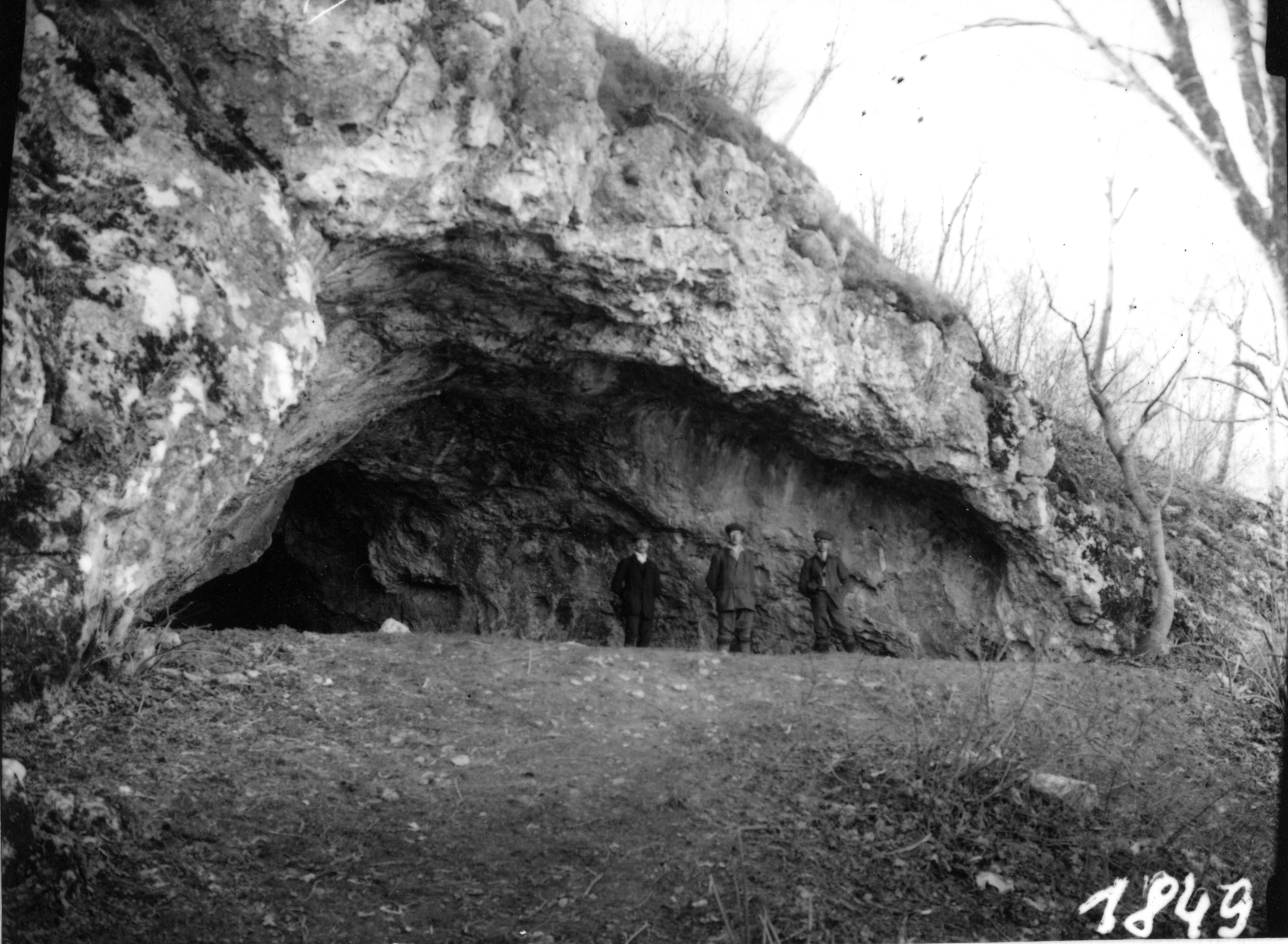
A Kis-kevélyi-barlang bejárata 1912-ben (Bekey Imre Gábor fényképe)

Az 1920-ban napvilágot látott, Budapest Duna-jobbparti környéke című könyvben az olvasható, hogy a területen ősemberi, ősállati maradványokat a Kiskevély barlangja, a Pilisszántói-kőfülke, a Remete-hegyi-kőfülke és a Jankovich-barlang szolgáltatott. A Kis-Kevély csúcsától É-ra meredeken leereszkedve a hegy lejtőjének felénél, a kiirtott erdőben észrevehető a most már könnyen megtalálható Kiskevélyi barlang (kb. 400 m, 10 perc). A Dachstein-mészkőbarlang É-ra tekintő, alacsony és széles bejárata fülkeszerű előcsarnokba vezet, amely elszükül befelé 10 m-re. A barlang középső része Ny felé fülkével bővül ki, hátrafelé fokozatosan szűkülve, 8 m hosszú hátulsó résszé változik. Átlagos magassága 2–4 m.
Már Fényes Elek említi (1851) a Kis-Kevély barlangját, majd Koch Antal (1868) a kincskeresők által feltúrt kitöltésből gyűjtött néhány barlangi medve csontot. A barlang újra ismert lett, amikor 1912-ben Hillebrand Jenő rendszeres ásatásait elkezdte benne. Az ásatások kiderítették, hogy a barlang kitöltése több rétegből áll. Ezek a rétegek nemcsak kőzettanilag, hanem ősrégészeti és faunisztikai szempontból is különböznek. A diluviális rétegsor legfelsőbb tagjában különösen sok ló- és rénszarvascsont volt, míg a mélyebben húzódó rétegekből barlangi hiéna, barlangi medve, különböző ősszarvasok, gyapjas ősszarvú és őstulok maradványai láttak napvilágot. Ősrégészeti szempontból szintén nagyon fontos ez a barlang, mert felső és alsó rétegeiben is felfedezték az ősember nyomait. Csobánkáról látható a barlang.
Az 1920. évi Barlangkutatásban kiadott könyvismertetésben, amely a Budapest Duna-jobbparti környéke című könyvről szól, meg van említve, hogy a könyvben le van írva a Kiskevélyi barlang. Az 1924-ben megjelent, Budapest Duna-jobbparti környéke című kiadványban meg van ismételve az 1920-ban publikált könyv Kis-kevélyi-barlangot bemutató része. Az 1924. évi kiadás szerint azonban a területen ősemberi, ősállati maradványokat a Kis-kevélyi-barlang, a Remete-hegyi-kőfülke és a Pilisszántói-kőfülke szolgáltatott. Az 1926. évi Esztergom Évlapjaiban megjelent tanulmányban szó van arról, hogy a bajóti ásatásból származó megállapításokat bizonyítják a szomszédos vármegyékben végzett kutatások hasonló eredményei is. Például a Pest vármegyei Csobánka felett, 170 m tszf. magasságban található Kis-kevélyi-barlang leletei is a solutréi és a magdalénien korból valók, de a vadló csontjainak tömeges előfordulása miatt elképzelhető, hogy a barlangban jelen van egy szubarktikus fauna és egy még korábbi időszak (aurignacien kultúra).

### 1931–1938

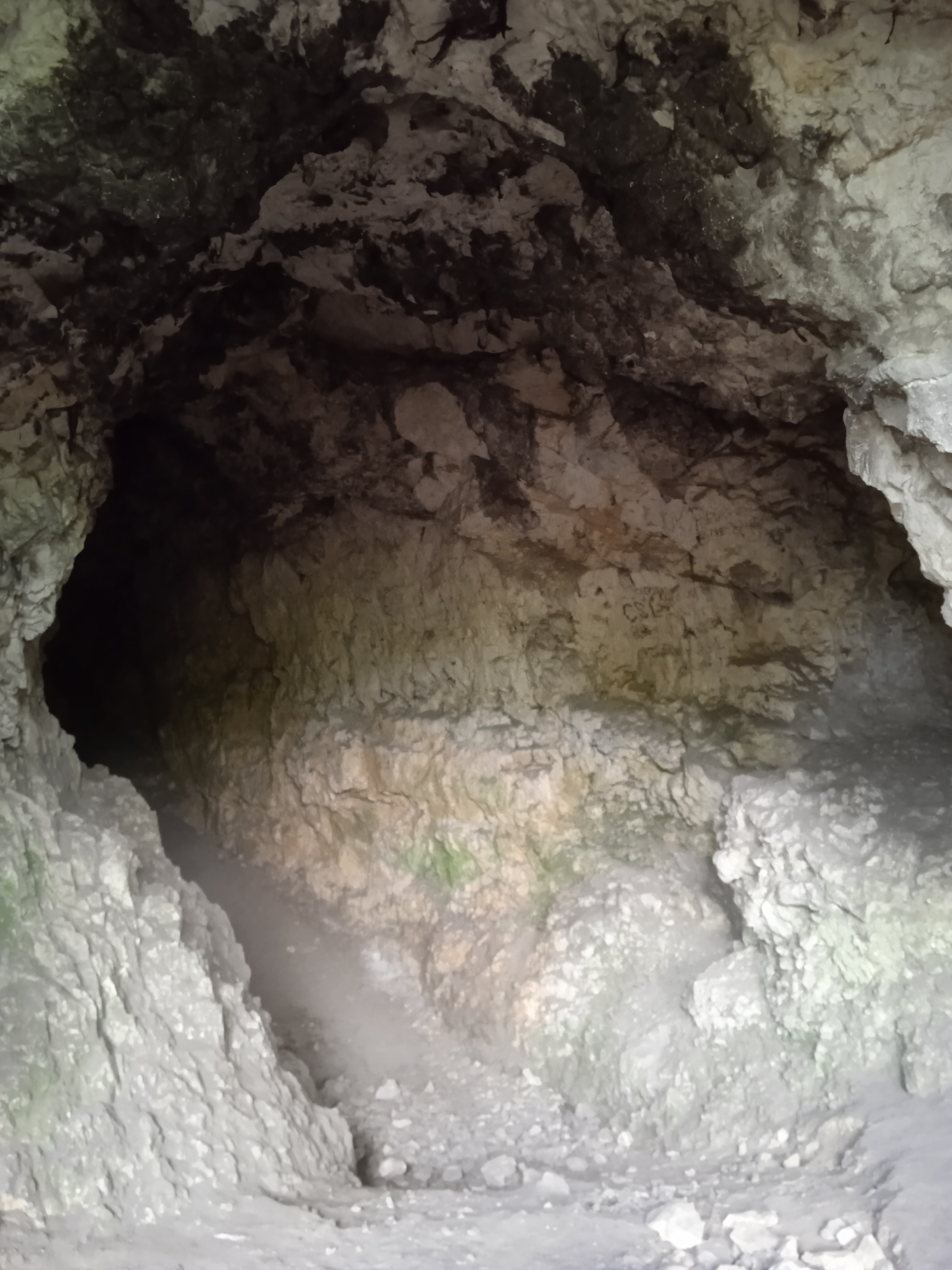
A Kis-kevélyi-barlang belseje

Az 1931-ben napvilágot látott, Természetvédelem és a természeti emlékek című könyv szerint a Pilis hegységben, Csobánkától 178 m-rel magasabban helyezkedik el a Kiskevélyi barlang (Csobánkai-barlang). Koch Antal fedezte fel ezt a barlangot. A Magyar Királyi Földtani Intézet gerinces gyűjteményének a Koch Antal által a Kis-kevélyi-barlangban gyűjtött ősmedvecsontok voltak az alapjai. A barlangot később Hillebrand Jenő kutatta át a Magyar Tudományos Akadémia és a Magyar Királyi Földtani Intézet anyagi támogatásával. Hillebrand Jenő megállapította, hogy a barlang kitöltése 6 m-nél vastagabb néhány helyen. A kitöltés szelvénye amilyen változatos, olyan érdekes.
Felülről az első, szürkéssárgás agyagrétegben legfeltűnőbbek a rénszarvas (Rangifer tarandus) és a fosszilis ló (Equus caballus) maradványok, de hiányzik a medve. Az ember nyomait pedig a rénszarvas feldolgozott agancsának részletei, mikrolitikus kovapengék és feltört csontok jelzik. Ezek közül a kovapengék közül sok retus nélküli, egy részük pedig sűrű retussal lett megdolgozva. Hillebrand Jenő szerint mindebből, a faunához kapcsolódóan a magdaléni kultúrára, tehát a legfelső pleisztocén korszakra lehet nagyon biztosan következtetni. Kormos Tivadar szerint a pleisztocén rétegekből a következő fajok kerültek elő: 1. Rangifer tarandus. 2. Cervus elaphus. 3. Euryceros megaceros. 4. Capreolus capreolus. 5. Felis leo. 6. Capella rupicapra. 7. Bos primigenius. 8. Hyaena spelaea. 9. Ursus spelaeus. 10. Lupus vulgaris. 11. Vulpes vulpes. 12. Lynx lynx. 13. Mustela martes. 14. Equus caballus. 15. Rhinoceros antiquitatis. 16. Lepus timidus. 17. Ochotona sp. 18. Meles taxus. 19. Hystrix hirsutirostris. 20. Cricetus cricetus. 21. Arvicola amphibius. 22. Dicrostonyx torquatus. 23. Citellus citellus. 24. Microtus nivalis.
A legfelső agyagréteg alatt húzódó sárga agyagrétegben medve szemfogaiból nagyon ügyesen készített pengék és sok barlangi medve (Ursus spelaeus) csont volt. A harmadik, barna agyag rétegben nem volt rénszarvas, de megjelent a hiéna (Hyaena spelaea) és erdei szarvas fogak is sűrűn előbukkantak. Ebben a rétegben találtak tűzhelyet, amelyben faszéndarabok, paleolitek és sok égetett csont feküdt. A negyedik, sárgás plasztikus agyagrétegben sok és érintetlen hiéna maradvány volt. Ebből a rétegből előkerült egy majdnem teljes hiénakoponya is. Nem fedeztek fel ennek a legalsó rétegnek a felásott részében kőszerszámot, embernyomot, de a pleisztocén rétegek közül mindben volt fosszilis ló (Equus caballus) és orrszarvú (Rhinoceros antiquitatis). Hillebrand Jenő szerint az egykori éghajlat és növényzet is elég biztosan megállapítható az ásatásokkal feltárt fauna alapján. A Kis-kevélyi-barlangból előkerült fauna, a Magyarországon előkerült többi barlangi faunával összhangban, azt igazolja, hogy Magyarországon az erdő a pleisztocén felső és középső szakaszában csak nagyon alárendelt szerepet játszott, amelyet bizonyít a lemming (arktikus tundra), a pocok-nyúl (Ochotona) (szubarktikus sztyeppe) és a vadló tömeges előfordulása.

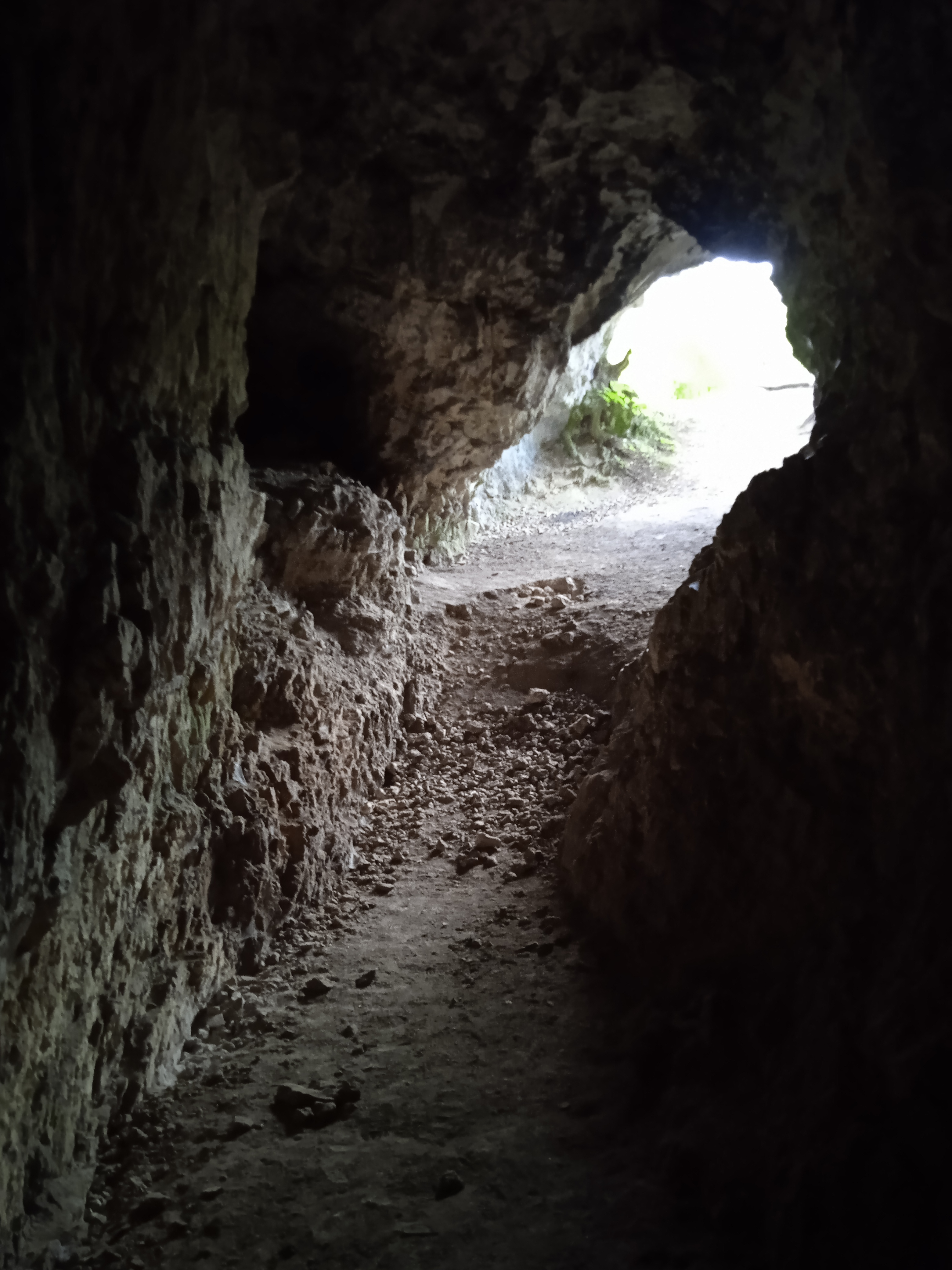
A Kis-kevélyi-barlang belseje

Majdnem kizárják nagy, összefüggő erdő közelségét ezek az állatok. Az erdőhöz kötött állatokat, a hiúzt és a szarvast csak néhány fog képviseli, ami azt tanúsítja, hogy ezek az állatok csak nagyon alárendelt szerepet játszó és minden bizonnyal folyók partjához kötött erdőkhöz kapcsolódtak. Majdnem 100 darab paleolit, néhány csontszerszám, valamint csontfegyver bukkant elő a keresés során a barlangból. A legfelső, sárga diluviális rétegben a mikrolitikus kis pengékkel együtt két eliptikus átmetszetű, finom hegyben végződő és minden bizonnyal dárdahegynek, vagy árnak használt csonthegy volt, amelyeken a beerősítés nyomait éles barázdák jelzik. Kétségkívül egyik, értékes természeti emléke Magyarországnak ez a barlang. A barlang bemutatásához mellékelve lett egy fekete-fehér fénykép (a kiadvány 81. képe), amelyen megfigyelhető a Csobánkai-barlang bejárata. A fényképet Bekey Imre Gábor készítette.
Az 1932-ben kiadott, Az Aggteleki cseppkőbarlang és környéke című könyvben röviden ismertetve van a Kiskevélyi barlang a Pilis hegység és a Visegrádi-hegység barlangjai között. A barlang Csobánka felett, a Kis-Kevély oldalában található. Nagyon gazdag és érdekes ősrégészeti és őslénytani leletek kerültek elő a barlangban végzett ásatásokkal. Emiatt nagyon nevezetes barlang tudományos szempontból. Az ismertetés öt irodalmi mű alapján lett írva. Az 1932-ben napvilágot látott, Természetvédelem és a természeti emlékek című könyvben meg vannak ismételve a könyv 1931. évi kiadásának Kis-kevélyi-barlangot tárgyaló részei.
Az Erdészeti Lapok 1935. évi évfolyamában megjelent tanulmányban szó van arról, hogy Csobánka határában, a csobánkai egykori úrbéresek erdejében, a Kis-Kevély hegy oldalában található a kis-kevélyi barlang, amelyet átvizsgált Hillebrand Jenő. Hillebrand Jenő ásatásainak eredményeként megállapította, hogy az eddig feltárt barlangok közül a Kis-kevélyi-barlang a legérdekesebbek egyike, mert ritka, emberi kőszerszámok és nagyon változatos fauna volt benne. Ásatásaikor elkülönítette egymástól az egymás felett elhelyezkedő rétegeket és megfigyelte, hogy legfelül feketés, majd barnás, végül szürkés alluvium, majd az agyag különböző rétegei húzódtak. Minden rétegben láthatók az ember biztos nyomai. Az alsó rétegekben gyakori a barlangi medve, a rénszarvas pedig felfelé haladva a rétegekben egyre sűrűbben fordult elő. Csak a mélyebben lévő rétegekben volt barlangi hiéna. Hillebrand Jenő megállapította a Kis-kevélyi-barlangban szerzett tapasztalatai alapján, hogy Magyarországon a pleisztocén középső és felső szakaszában az erdő csak nagyon alárendelt szerepet játszhatott, és az erdő helyén szubarktikus sztyeppe, illetve arktikus tundra volt.

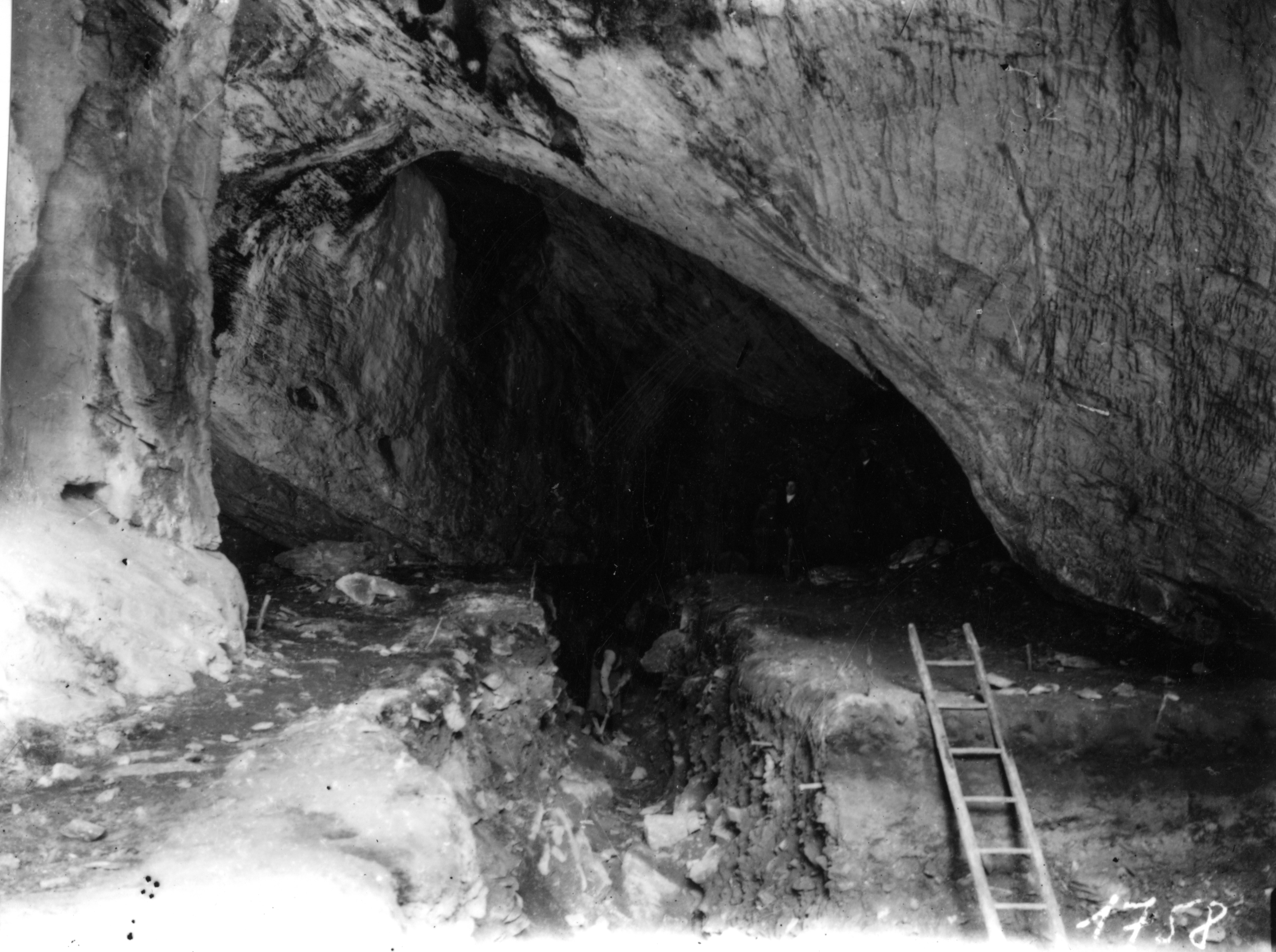
Ásatás a Kis-kevélyi-barlangban 1912-ben

Az 1935-ben publikált és Kubacska András által írt tanulmányban lévő ötödik tábla második képe egy fiatal barlangi medve jobb oldali állkapocscsont töredékét ábrázolja, amely a Kis-kevélyi-barlangból került elő. Az 1935. évi Matematikai és Természettudományi Értesítőben napvilágot látott és Kadić Ottokár által írt értekezés szerint a Moustier-kultúra leleteit néhány helyen találták meg a barlangban. Az 1935-ben megjelent, Tompa Ferenc által írt kiadványban közölve lett, hogy a Kiskevély-barlangban megtalálták a proto-solutréit. Az őskőkor végét jelentő magdaléni kultúra nyomaira az utóbbi években nemcsak a Kis-kevélyi-barlangban, a Jankovich-barlangban és a Pilisszántói-kőfülkében, hanem Ságvár löszrétegeiben is rábukkantak.
Az 1935. évi Botanikai Közleményekben kiadott tanulmányában Boros Ádám azt írta, hogy Gymnostomum rupestre nevű lombosmohát gyűjtött a Pilis hegységben lévő kis-kevélyi barlangban. Az 1937. évi Földrajzi Közleményekben meg van említve, hogy a Kis-Kevély ÉK-i lejtőjén tág, nagy barlangüreg van, amelyben megtalálták ásatással az ősember szerszámait. A tanulmányhoz mellékelve lett a Kis-kevélyi-barlang bejáratának Bekey Imre Gábor által készített fekete-fehér fényképe, amely az ásatásnál korábban készült.
A Turisták Lapja 1937. évi évfolyamában szó van arról, hogy a Kiskevélyi barlang (Mackó-barlang) a Kis-Kevély É-i oldalán, a zöld jelzésű Cholnoky út mellett, 172 m relatív magasságban helyezkedik el. A 11 m széles és 3,5 m magas bejáratú barlang a dachsteini mészkőbe kb. 22 m hosszan nyúlik be. A barlangot először, 1796-ban Vályi András említette. 1851-ben Fényes Elek emlékezett meg a barlangról. 1871-ben Koch Antal írta le részletesen és közölte a barlang térképét. Barlangi medve sok csontmaradványát fedezte fel benne. Hillebrand Jenő 1912-ben és 1913-ban végzett ásatásai miatt ez a magyarországi barlang világhírnévre tett szert. A sok és érdekes ősállatmaradvány mellett a régibb kőkor emberének eszközei közül különösen nagyjelentőségűek a barlangi medve szemfogaiból készített pengék. A Pilis hegységben található barlangok közül a Kis-kevélyi-barlang és a Pilisszántói-kőfülke a legnagyobb jelentőségű barlangok őslénytani és ősrégészeti szempontból.

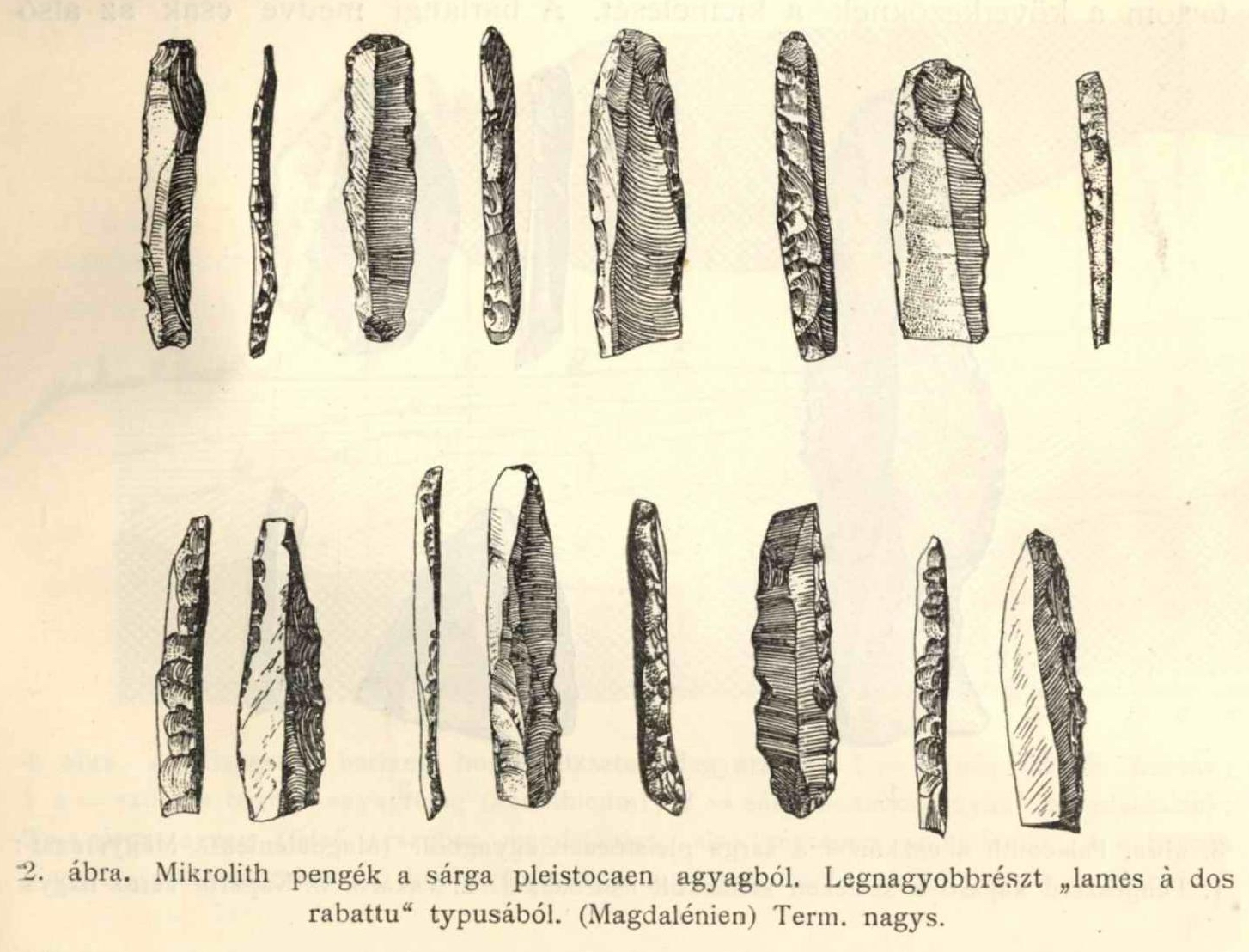
Mikrolit pengék a Kis-kevélyi-barlangból

Az 1937-ben megjelent és Szeghalmy Gyula által írt könyvben meg van említve, hogy a Kis-Kevély oldalában sötétlik a diluviális faunája miatt híres, kis-kevélyi barlang szája. A könyv másik részében szó van arról, hogy rengeteg apró állat csontját találták meg a Kis-Kevély névhez hasonló nevű Kis-kevélyi-barlangban. Ezeknek a csontoknak, pontosabban kövületeknek egy része a geológiai harmadkor utolsó szakaszából, másik része pedig a pleisztocénből és a holocénból származik. A Szentendre–Visegrádi-andezithegység legdélibb részén, a Pilisborosjenő és Csobánka között emelkedő Kis-Kevély É-ra tekintő oldalának a Kiskevélyi-barlang az egyik sűrűn látogatott érdekessége. Évtizedek óta ismert barlang.
Koch Antal vizsgálta át az 1860-as években és ekkor a mészkőtörmelékes agyagból sok barlangi medve fosszíliát ásott ki más ősállatcsontokkal együtt. Hillebrand Jenő tudományos ásatásokat végzett benne 25 évvel ezelőtt. Ekkor a diluvium egymásra rakódott rétegeiből a változó faunának megfelelően barlangi medve, ősszarvas, hiéna, őstulok, gyapjas orrszarvú, a felső rétegekből pedig lócsont és rénszarvas kövületek kerültek elő. A barlang azért híres ősrégészeti szempontból, mert rétegeiben pattintott és csiszolt kőeszközöket, tűzhelynyomokat, hosszában felhasogatott állatcsontokat találtak. Ezek azt bizonyítják, hogy az ember hosszú évezredeken keresztül lakott ebben a barlangban is. Az őskultúra szempontjából különösen érdekes és értékes lelőhelyek közül az egyik nevezetesebb a Kis-Kevély barlangja, amelynek ősi tűzpadjai, összegyűlt állatcsontjai, pattintott eszközei beszédes emlékei az őskőkorszaki barlanglakó ember hosszú ideig tartó itt tartózkodásának. A Szelim-lyukban lakott ősember úgy tűnik, hogy még a Kis-kevélyi-barlang ősemberénél is régibb korba visz vissza.

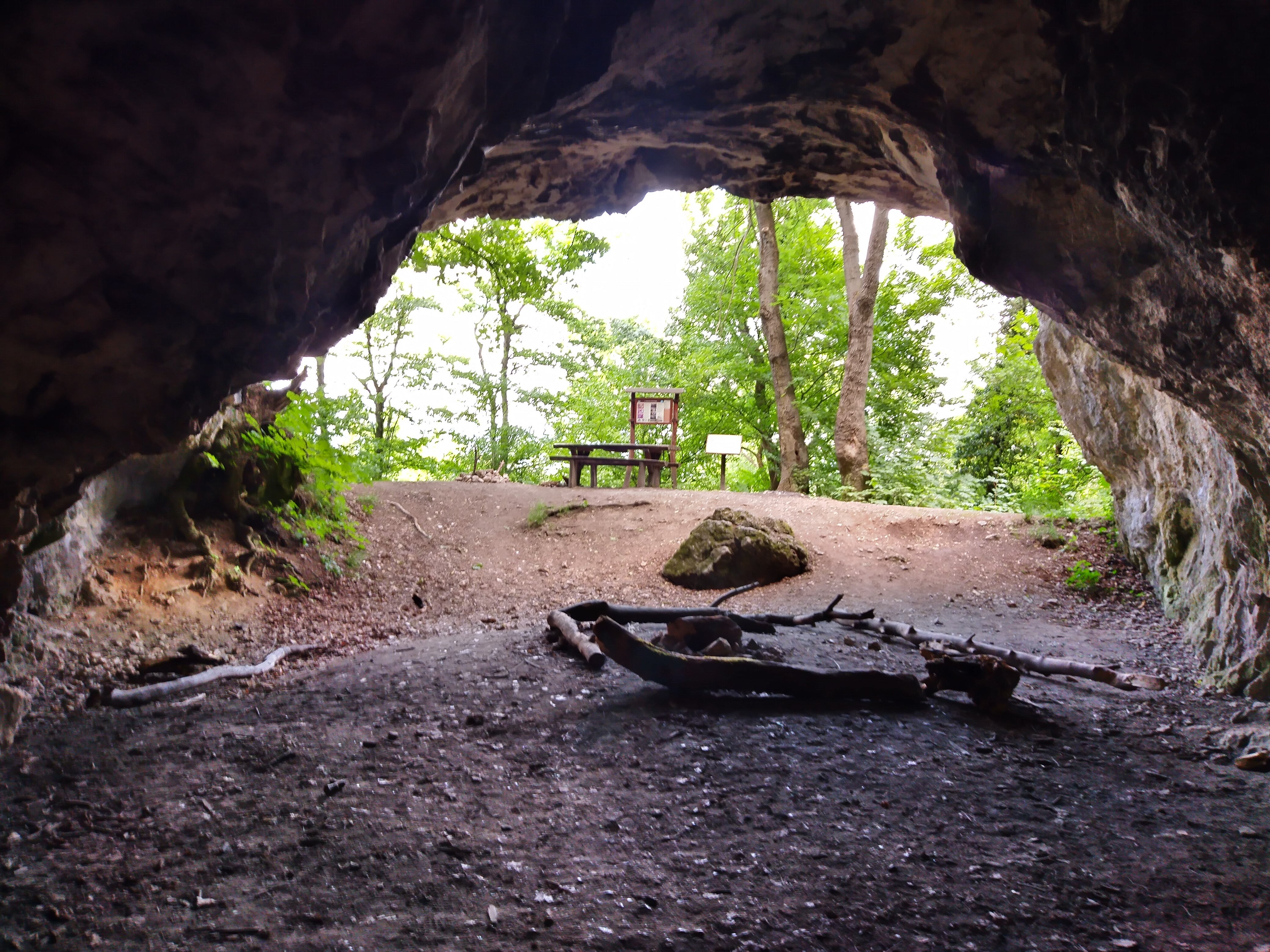
A Kis-kevélyi-barlang bejárati része belülről fényképezve

A Kis-Kevély lejtőjén a vándor felé sötét barlangszem mered. Évezredek hosszú láncolatának történetére emlékeztet ez a barlang, amely a Magyar Nemzeti Múzeum egyik tudós igazgatójának, Hillebrand Jenőnek ásatásai miatt, mint az őskőkorszaki ősember egyik telepe, egész Európában ismert. A barlang felső triász dachsteini mészkőben jött létre. A barlang diluviális lerakódásaiban a jégkor hatalmas állatainak, barlangi medvének, gyapjas orrszarvúnak, hiénának, rénszarvasnak és őstuloknak megkövesedett csontmaradványai voltak. Ezeknél is fontosabb az, hogy a legalsó pleisztocén rétegből, az egykori megmunkálás nyomait mutató pattintott kovaszilánkok, tűzhelynyomok, hosszában feltört csontok kerültek elő. Ezek azt támasztják alá, hogy a barlangot már abban, a tőlünk végtelen messzeségbe tűnő időben is lakta ember, amikor még teljesen más volt ezen a környéken az éghajlat, más volt az állat- és növényvilág, és a teremtés majdani urának élete alig különbözött az állatétól.
A Természetbarát 1938. évi 5–6. számában szó van arról, hogy a Pilis hegység barlangjaiban történt ásatásokkal (pl. Mackó barlang) megtalálták a neolitikum ősemberének sok edénymaradványát és tűzhelyét.

### 1939–1958
Az 1939. évi Barlangvilágban megjelent és Kadić Ottokár által írt dolgozat szerint a Bükk hegységben lévő Szeleta-barlanghoz, Balla-barlanghoz, Herman Ottó-barlanghoz, Kecske-lyukhoz, Három-kúti-barlanghoz, Istállós-kői-barlanghoz, Büdös-pesthez és Puskaporosi-kőfülkéhez hasonló jelentőségűek a dunántúli barlangok, pl. a Pilis hegységben található Kiskevélyi-barlang.

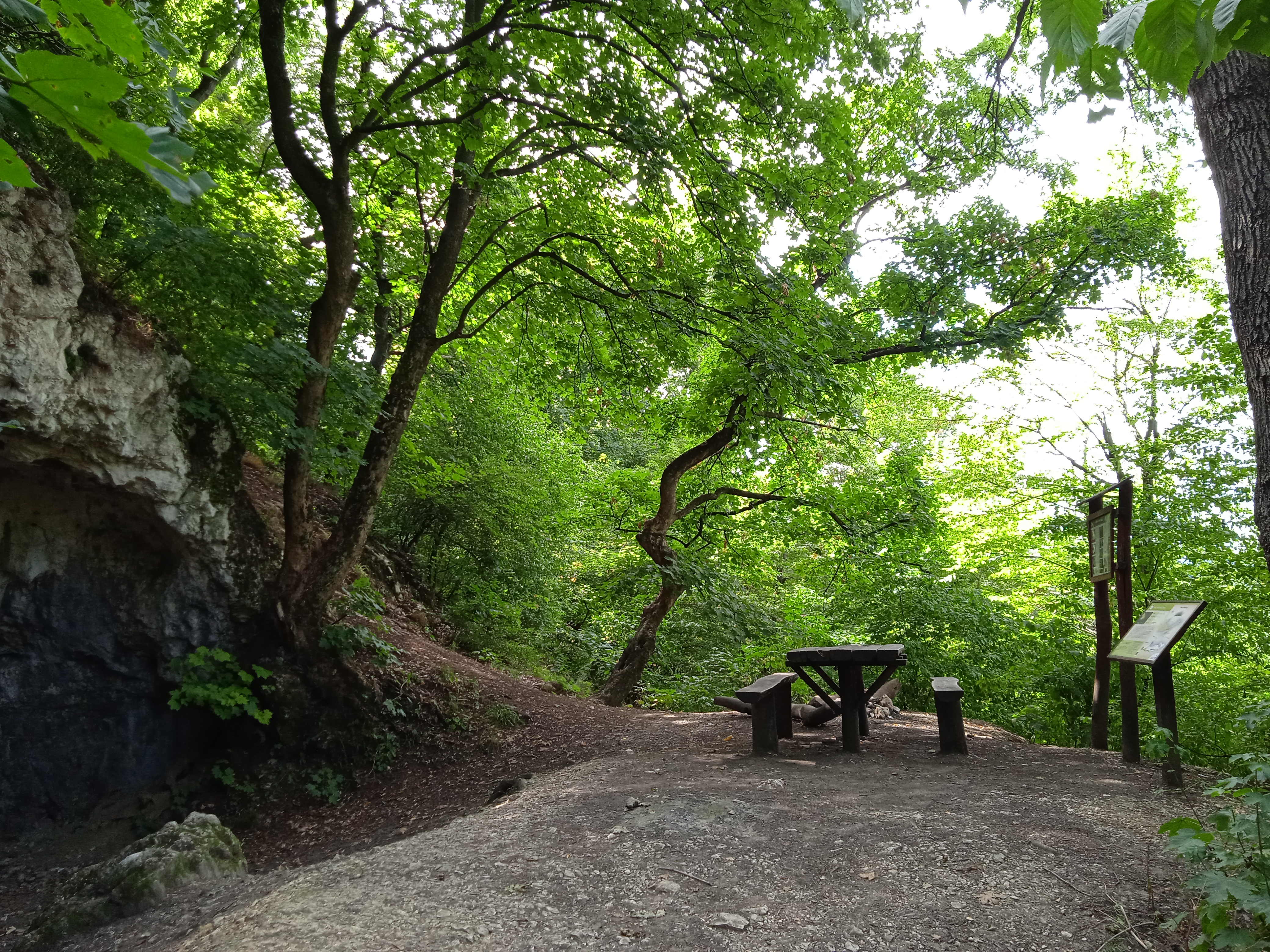
A Kis-kevélyi-barlang bejáratának előtere

Az 1941-ben publikált Magyar turista lexikonban külön szócikke van a barlangnak. A kiadványban szó van arról, hogy a Pilis hegységben, a Kis-Kevély É-i oldalában, kb. 400 m tszf. magasságban helyezkedik el a Kiskevélyi barlang. A barlangbejárat 11 m mély és 3,5 m magas, mely után egy fülkeszerű előcsarnok van. A barlang középső szakasza befelé fokozatosan szűkül és egy 8 m hosszú hátsó szakaszba vezet. A barlangot 1796-ban Vályi András említette, majd 1851-ben Fényes Elek írt a barlangról. Koch Antal 1871-ben kutatta át és publikálta a barlang térképét. A Kis-kevélyi-barlangban különösen sok rénszarvas és lócsont, a mélyebben húzódó részekben pedig barlangi medve és hiéna, gyapjas orrszarvú és őstulok maradványa lett felfedezve. A barlangban talált leletek között vannak barlangi medve szemfogaiból készült pengék. Főleg ezek tették a barlangot világhírűvé.
Az Országjárás 1942. évi évfolyamában meg lett említve, hogy a Pilis hegységben kb. 30 barlang van és ezek között az egyik jelentős barlang a kis-kevélyi barlang. Az 1942-ben kiadott, Budapest története című könyv Tompa Ferenc által írt fejezetében szó van arról, hogy a Pilis hegységben található Kis-kevélyi-barlangban megtalálták a proto-solutréi kultúra kőeszközeit is. Rábukkantak a barlangban a magdaléni tipikus kőpengéire. A Természettudományi Közlöny 1944. évi évfolyamában megjelent és Mottl Mária által írt publikációban meg van említve, hogy Koch Antal ásatott a csobánkai barlangban és az ásatási anyag a Magyar Királyi Földtani Intézet fosszilis barlangi fauna gyűjteményének alapja volt.

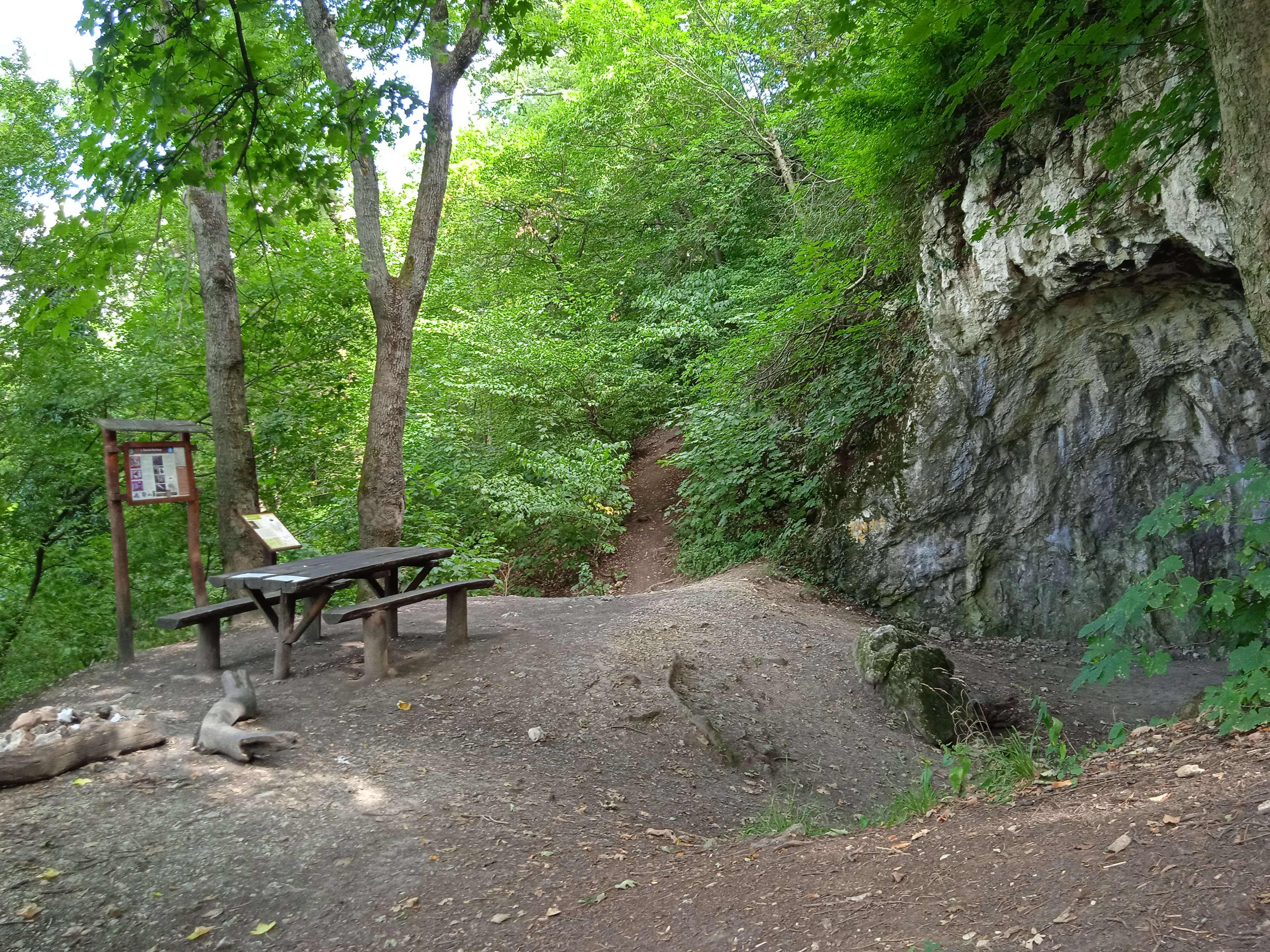
A Kis-kevélyi-barlang bejáratának előtere

Az 1948-ban publikált, Szegő István által írt útikönyvben az van írva, hogy a Kevély-nyeregben lévő menedékház közvetlen környéke bővelkedik szép látnivalókban. Itt található pl. a Kiskevélyi barlang. A Kis-Kevély csúcsától É–Ék-re, a hegy Csobánka felé néző oldalán leereszkedve lehet eljutni a Kiskevélyi barlanghoz. Ősrégészeti szempontból is érdekes az üreg. A barlang a dachsteini mészkőben egy fülkés előcsarnokkal nyílik és befelé fokozatosan szűkül. Az 1948. évi Hidrológiai Közlönyben napvilágot látott és Láng Sándor által írt tanulmányban az lett közölve, hogy forrás véste ki a barlangot, melyből tekintélyes nyílású forrásbarlang jött létre. Az utólagos kiemelkedéssel a forrásbarlang magasra került az erózióbázis szintje fölé és szárazzá vált. A Dunántúli-középhegységben található magasan elhelyezkedő forrásbarlangi nyílások közül egyik a kis-kevélyi Mackó-barlang (170 m viszonylagos magasság). Ezek közül sokból ásatások szolgáltattak értékes korjelző őslénytani anyagot (Mackó-barlang). A barlang kitöltése középső pleisztocén és felső pleisztocén kori.
Az 1953. évi Földrajzi Értesítőben lévő, Láng Sándor által írt tanulmány szerint igazi forrásbarlang a Mackóbarlang, amely a Kis-Kevély É-i lejtőjén, 360 m tszf. és 170 m relatív magasságban helyezkedik el. A meredek hegyoldalon, a jelenlegi erózióbázis felett lévő bejárata napjainkban függ. Első pillanatra elképzelhetetlennek tűnik, hogy régi forrásbarlang. A barlangban már alig van vízszivárgás és nincs benne cseppkőkialakulás. Az a legközelebbi törés, ahol a Kis-Kevély nagyon meredek lejtője véget ér és törmeléklejtő jön létre, a Mackóbarlang bejáratától még mindig 100 m-rel alacsonyabban fekszik. A barlang kioldódása ennek megfelelően régebben történt. A barlangbejárat a kioldódáskor ugyanis az erózióbázis szintjén, vagy ahhoz nagyon közel helyezkedett el. A 170 m-es kiemelkedésen kívül azóta részben elpusztult és kitöltődött a bejárat.

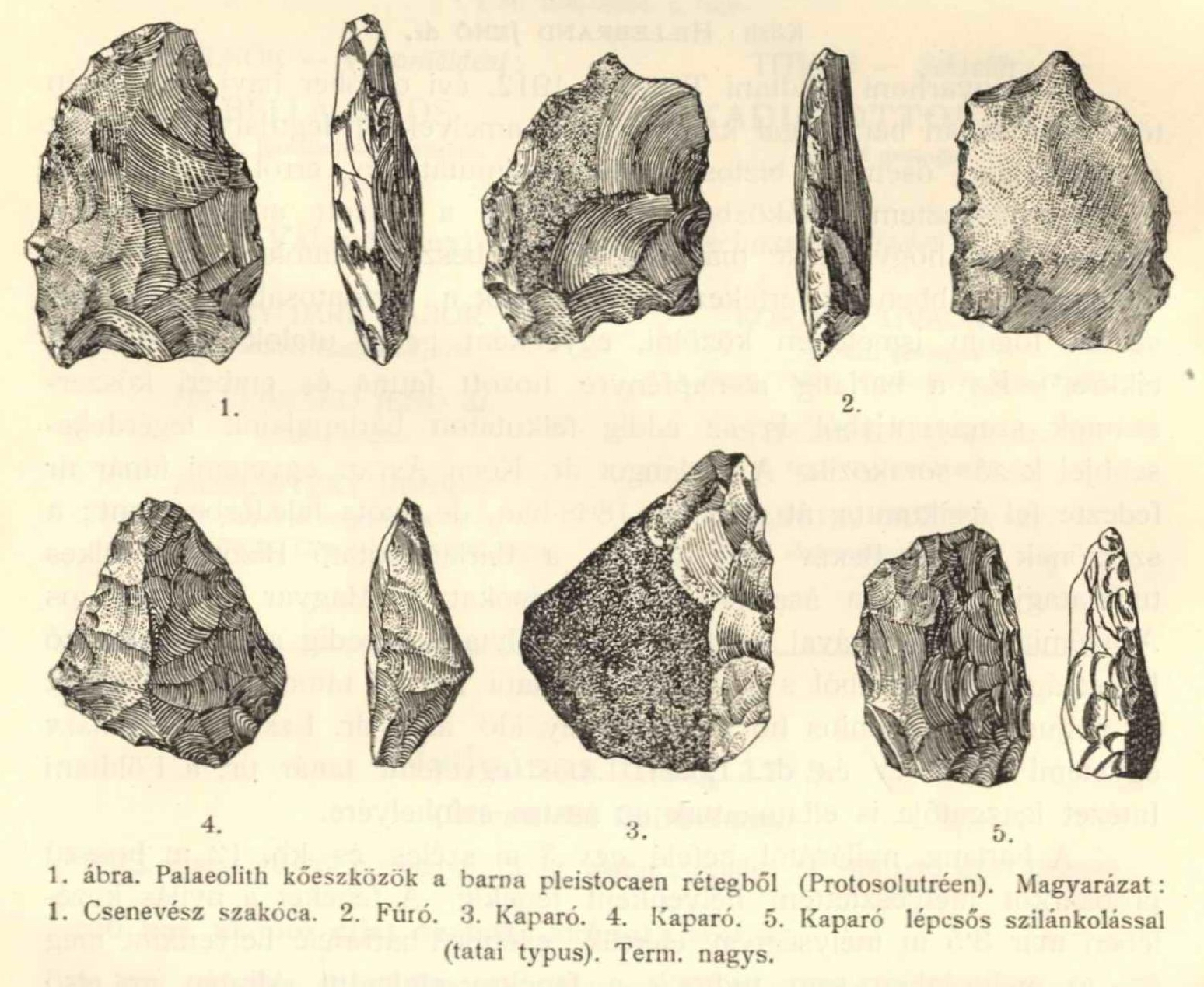
Kis-kevélyi-barlang, őskőkorszaki kőeszközök (1913-ban publikált rajzok)

A pliocén végén, vagy a pliocén-pleisztocén határán történt a barlang kioldódása. Ez a barlang nagy viszonylagos magasságban húzódásából állapítható meg. Kitöltődése pedig Hillebrand Jenő szelvénye alapján a közép- és újpleisztocénben történt. Ismeretlen a barlangban kiásatott fekü sárga agyagának kora. Föléje települt a proto-solutréi (más helyen korai Moustier-) kultúrréteg, melyben rábukkantak az ősember tűzhelyére. Még magasabb szintben, a barnásfekete humusz alatt magdaléni és újkőkorszaki kultúrák nyomai vannak. A pliocén végén és a pleisztocénben emelkedett ki a Pilis hegység a jelenlegi magasságára, amit a Kis-kevélyi-barlang elhelyezkedése is igazol. A pleisztocén elején már befejeződött a barlang keletkezése. A löszképződés idején, mikor a barlangbejárat a karsztvízszint fölé kezdett emelkedni, a barlang alját agyag töltötte ki. A 6 m vastag kitöltés felső és középső részében moustieri–solutréi és fiatalabb ősemberi kultúrrétegeket találtak.
A barlang kioldódásakor kisebb reliefenergiájú és nagyobb felszíni kiterjedésű, nyílt, valamint fedett karszt volt ez a terület. A talán hévízzel is keveredett karsztvíz itt lépett felszínre. Nincs ezen a környéken hévforrásüledék és mésztufa. Az üreg kiemelkedésekor és feltöltődésekor pedig rögökre darabolódott a felszín és jelenlegi állapotához nagyon hasonlóvá vált. A sok lejtő, melyek nagyon meredekek, bizonyítják a rögökre való szétesést és fiatal kiemelkedést. Azonkívül eleinte közel volt a karsztvízszint és a hidrográfiai rendszer kifejlődéséhez nem állt rendelkezésre sok hely.
A Folia Archaeologica 1954. évi évfolyamában az olvasható, hogy a Remete-barlangban talált, obszidiánból készült mikrolitpenge hasonmásai a Pilisszántói-kőfülke, a Kis-kevélyi-barlang és a Jankovich-barlang felső, würm 3-ra datálható rétegeiből kerültek elő. Az Archaeologiai Értesítő 1955. évi évfolyamában az olvasható, hogy a lovasi festékbánya kora a würm interstadiálisnak valószínűleg az első harmadára, de mindenképpen a jégmentes szakaszra tehető, és kultúrája azonosítható a Kiskevélyi barlang, a Bivak-barlang, a Pilisszántói 2. sz. kőfülke, a Jankovich-barlang, a Szelim-lyuk, a Csákvári-barlang és a Magyarországon kívül található, de leletanyagában azonos Pálffy-barlang felső rétegének leleteivel, melyeket közös megjelöléssel a Szeleta-kultúra dunántúli csoportjának nevezünk. Az 1958-ban kiadott, Vértes László által írt tanulmány szerint 1948-ban Gaál István és Tregele Kálmán vizsgálta meg régészetileg a Kis-kevélyi-barlangot.

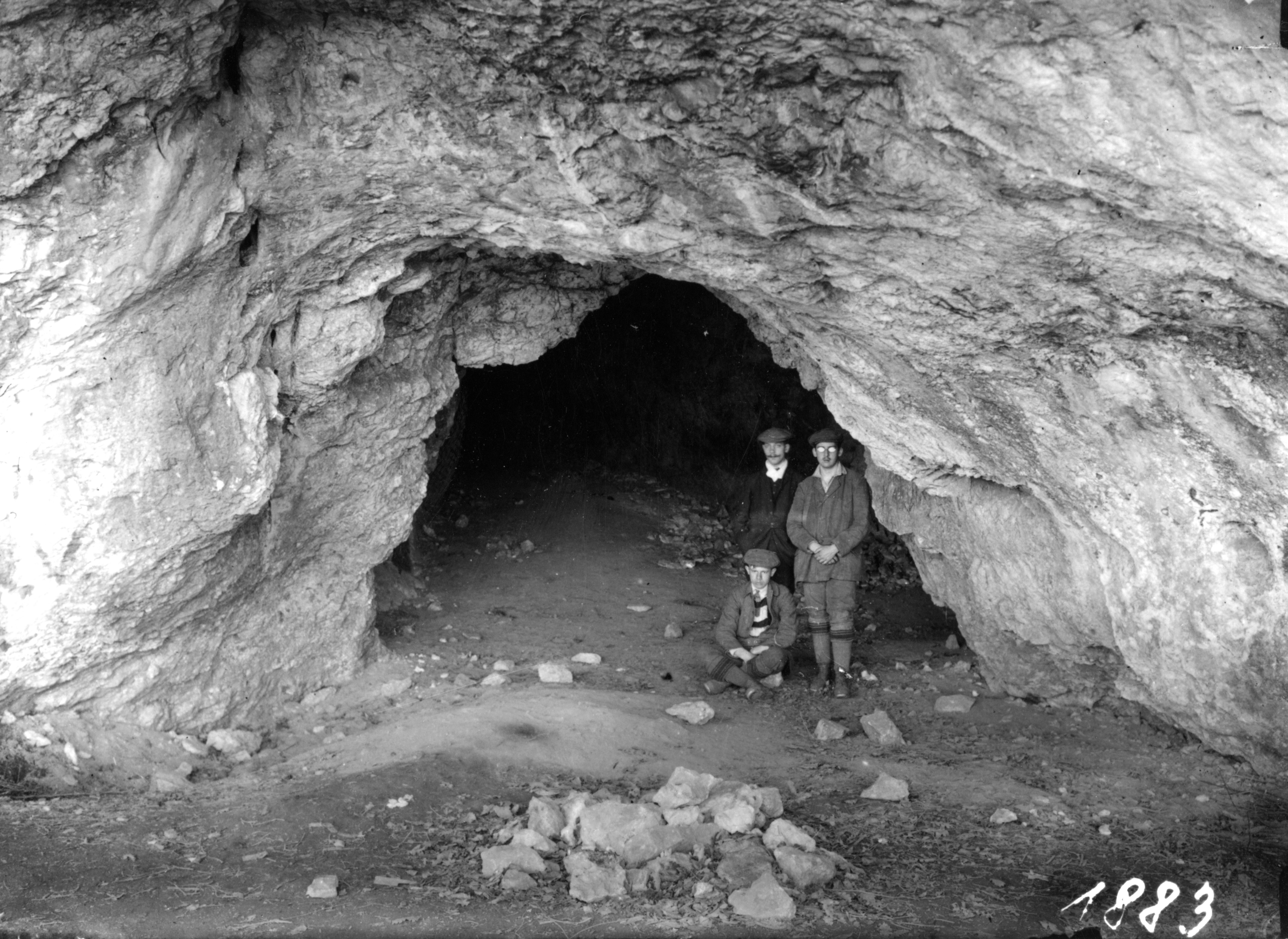
A Kis-kevélyi-barlang bejárata 1912-ben (Bekey Imre Gábor fényképe)

Leél-Őssy Sándor 1958-ban publikált tanulmányában szó van arról, hogy a Kevély-hegycsoport tönkösödését és fiatal mozgásait bizonyítják pl. a magasan elhelyezkedő, pusztuló, száraz forrásbarlangok, valamint hévizes eredetű barlangok. Ilyen a 350 m tszf. magasságban fekvő Mackó-barlang is. A Kis-Kevély meredek É-i oldalában, kb. 360 m tszf. magasságban van a Mackó-barlang bejárata. A barlang kb. 170 m-rel van az erózióbázisa felett. A kb. 30–40 m hosszú és kétszintes barlang járatai nagyon szűkek. Leél-Őssy Sándorék szerint tektonikus hasadék mentén jött létre a hévizes barlang, de a barlangban nincsenek hidrotermális nyomok, amelyek utalnának a barlang keletkezésének módjára, sőt, inkább karsztos forrásbarlangnak látszik. Elképzelhető, hogy egy időben az is volt. Láng Sándor szerint karsztos forrásbarlang, amely kiemelkedett. Mivel a barlang magasra kiemelkedett, ezért jelenleg már száraz, eltömődik és pusztul a barlang. Többször végeztek az alját vastagon kitöltő pleisztocén agyagrétegben őslénytani és ősrégészeti ásatást (Hillebrand Jenő), amelyek eredményesek voltak. A tanulmányhoz mellékelve lett egy térképvázlat, amely a Kevély-hegycsoportot mutatja be. A térképvázlaton megfigyelhető a Kis-kevélyi-barlang földrajzi elhelyezkedése. A rajzon és a szövegben 14-es számmal van jelölve a barlang.

### 1961–1984
Az 1961. évi Karszt- és Barlangkutatási Tájékoztatóban közölve lett, hogy 1961-ben a Vörös Meteor TE Barlangkutató Szakosztálynak a Kevély-hegycsoport (Pilis hegység) barlangjainak feldolgozásával foglalkozó néhány kutatója először a Kis-kevélyi-barlangot mérte fel, morfológiailag és tektonikailag tanulmányozta, kőzetmintákat gyűjtött benne. Az 1962-ben kiadott, A barlangok világa című könyvben az olvasható, hogy Magyarországon a barlangi gravetti gazdag lelőhelyei a Dunántúli-középhegység barlangjai: a Pilisszántói-kőfülke, a Jankovich-barlang és a Kis-kevélyi-barlang felső rétegei. A Szeleta-kultúra a Dunántúlon jelen van a Kis-kevélyi-barlangban is. Csobánka felett, a Kis-Kevély É-i meredek oldalában van a Mackó-barlang bejárata. A kétszintes barlang kb. 30 m hosszú. Tektonikus hasadék mentén keletkezett. A barlangban eredményes ásatásokat végzett Hillebrand Jenő. A barlang vastag, jégkorszaki kitöltéséből kaparópengék kerültek elő, amelyek kis-kevélyi penge néven lettek ismertek. Ezek a barlangi medve kettéhasított szemfogából készültek.

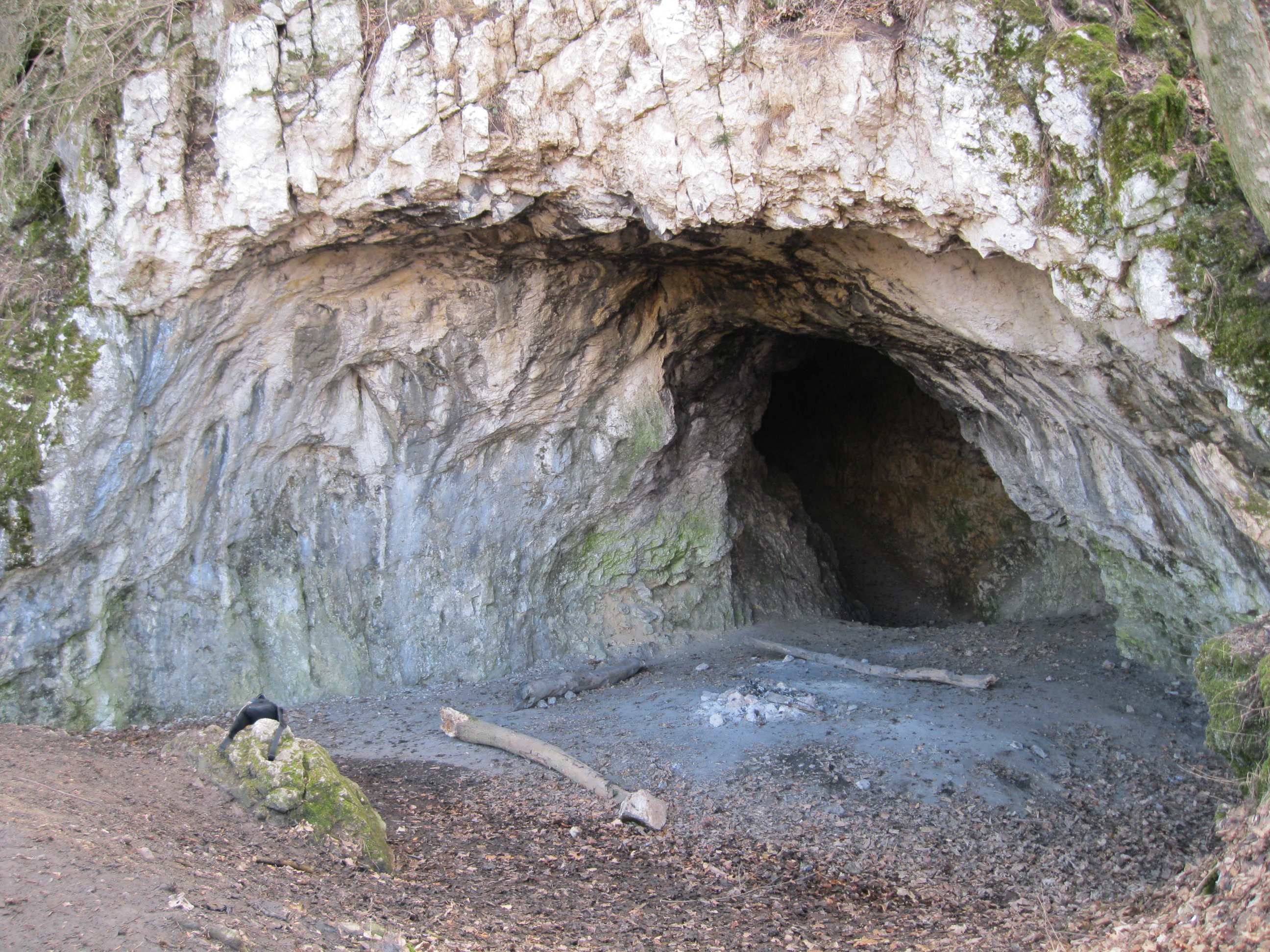
A Kis-kevélyi-barlang bejárata 2012-ben

Az 1964-ben napvilágot látott, Az országos kék-túra útvonala mentén című könyv egyik részében meg van említve, hogy a Kiskevélyi Mackó barlang a kőkorszaki ősember lakóhelye volt. A kiadvány másik részében az van írva, hogy a Nagy-Kevély környékének tudományos szempontból legnevezetesebb barlangja a Mackó-barlang, amely a Kis-Kevély É-i meredek oldalában nyílik. Nem nagy a barlang, csak kb. 30 m hosszú, azonban nevezetes a Hillebrand Jenő által a barlangban végzett ásatások miatt. Az ásatásokkal találták meg a barlang jégkorszaki rétegében a kiskevélyi penge néven ismertté vált eszközöket, melyeket barlangi medve kettéhasított szemfogából hoztak létre a barlang őslakói.
Az 1967-ben megjelent, Pilis útikalauzban szó van arról, hogy a kevély-nyergi turistaháztól a zöld turistajelzés vezet a Kis-Kevélyi-barlanghoz (Mackó-barlang), amelynek a Kis-Kevély É-i oldalában, kb. 400 m tszf. magasságban van a bejárata. 11 m széles, 3–5 m magas bejáratán át egy tág csarnokba lehet jutni, amely 10 m után két szűk járatban folytatódik. Ez utóbbiak egyike a felszínig ér. A kb. 30 m hosszú barlang tág csarnokát évszázezredek vastag üledéke töltötte fel. Ebben már az 1800-as években történtek ötletszerű ásatások, de szakszerű tudományos feltárása 1912-ben kezdődött, melyet Hillebrand Jenő vezetett. Ennek során a jégkorszakok állatvilágának gazdag csontleletanyaga került elő az egymás alatt húzódó rétegekből. A rengeteg, különböző kis állatfaj (főleg madarak és rágcsálók) csontjai mellett az ásatás során találtak oroszlán-, farkas-, orrszarvú-, ősló-, rénszarvas- és hiénacsontokat is, illetve az utolsó jégkorszak embere által készített, Moustier- és Szeleta-kultúrájú eszközöket.

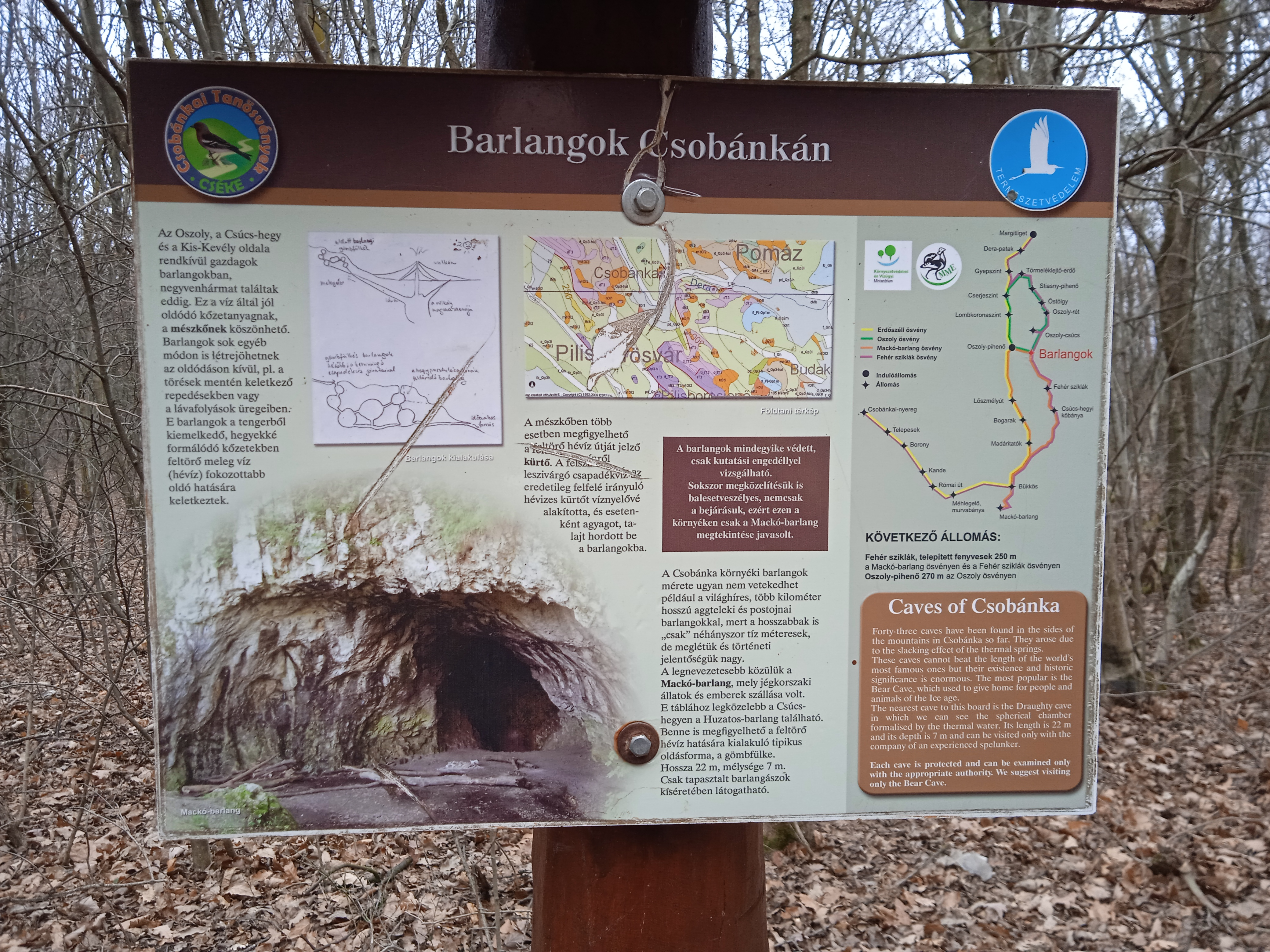
Csobánkai tanösvény egyik ismertető táblája

Felfedeztek a barlangban kovapengéket és csontszerszámokat, melyek közül legfigyelemreméltóbbak a barlangi medve kettéhasított szemfogából készített kaparópengék. Ezek kiskevélyi penge néven váltak ismertté, és jelenleg a Magyar Nemzeti Múzeum becses darabjai. Az ásatás során találtak mammutagyarból készült amulettet is, melyet bekarcolt mértani vonalakkal és pontozással díszített a jégkorszak végének művésze. Rénszarvascsontból készült vadászsíp is előkerült a barlang kitöltésének ásatásával. A leletekből arra lehet következtetni, hogy az őskori, Kis-Kevély barlangjában lakó ember a környéken mammutra, barlangi medvére, rénszarvasra vadászott, az elejtett zsákmányt pedig a barlangi tűzhelyen sütötte meg, és mellette fogyasztotta el.
A Szabó József Geológiai Technikum Barlangkutató Csoport 1967-es jelentése szerint a csoport 1967-ben poligon mentén, függőkompasszal és fokívvel felmérte a barlangot, amely a csoport egyik munkahelyén lévő karsztobjektum. Az 1968. évi Karszt és Barlangban publikálva lett, hogy Vértes László 1951-ben a Magyar Nemzeti Múzeum Őskőkori Gyűjteményének lett a vezetője és ezután korszerű módszerekkel új ásatásokat irányított a klasszikus paleolitos lelőhelyeken, pl. a Kis-kevélyi-barlangban. A Szpeleológia Barlangkutató Csoport 1969. évi jelentéséből megtudható, hogy 1969-ben a csoport az Országos Meteorológiai Intézettől Csomor Mihály segítségével kapott egy Assmann-féle szellőztetett pszichrométert, amellyel a csoport tagjai mérést végeztek a barlangban. 1970-ben Forgács Jenő által vezetve biológiai gyűjtés történt a barlangban csapdázással.
Az 1974-ben megjelent, Pilis útikalauz című könyvben, a Pilis hegység és a Visegrádi-hegység barlangjainak jegyzékében (19–20. o.) meg van említve, hogy a Pilis hegység és a Visegrádi-hegység barlangjai között van a Kis-Kevélyi-barlang és a Mackó-barlang. A Pilis hegység barlangjait leíró rész szerint a kevély-nyergi turistaháztól a zöld turistajelzés vezet a Kis-Kevélyi-barlanghoz (Mackó-barlang), amelynek a Kis-Kevély É-i oldalában, kb. 400 m tszf. magasságban van a bejárata. Az 59 m hosszú barlang 11 m széles, 3–5 m magas bejáratán át egy tág csarnokba lehet jutni, amely 10 m után két szűk járatban folytatódik. Ez utóbbiak egyike a felszínig ér. A barlang tág csarnokát évszázezredek üledéke töltötte fel. Ebben már az 1800-as években történtek ötletszerű ásatások, de szakszerű tudományos feltárása 1912-ben kezdődött, melyet Hillebrand Jenő vezetett. Vértes László 1955-ben a barlangban megint ásatásokat végzett.
Az ásatások során a jégkorszak állatvilágának gazdag csontleletanyaga került elő az egymás alatt húzódó rétegekből. A rengeteg, különböző kis állatfaj (főleg madarak és rágcsálók) csontjai mellett az ásatások során előkerültek barlangi oroszlán, barlangi medve, barlangi hiéna, barlangi farkas, gyapjas orrszarvú, óriásgím, rénszarvas, zerge, füttyentő nyúl, nyuszt és jégkori szamár csontjai is, de ezek csak az érdekesebb leletek. Nagy jelentőségűek az ásatásokkal napvilágra került régészeti leletek, amelyek a jégkorszak emberének három kultúráját képviselik. moustieri kaparókra, a Szeleta-kultúra jellegzetes kőeszközeire és a pilisszántói kultúra kisebb-nagyobb kovapengéire nagy számban bukkantak rá. Ezek jelenleg a Magyar Nemzeti Múzeum becses darabjai. A leletek azt tanúsítják, hogy a Kis-Kevély barlangja az őskor emberének menedéke volt évezredeken át. Itt lakott, elejtett vadászzsákmányát pedig a barlangi tűzhelyen sütötte meg, és mellette fogyasztotta el.

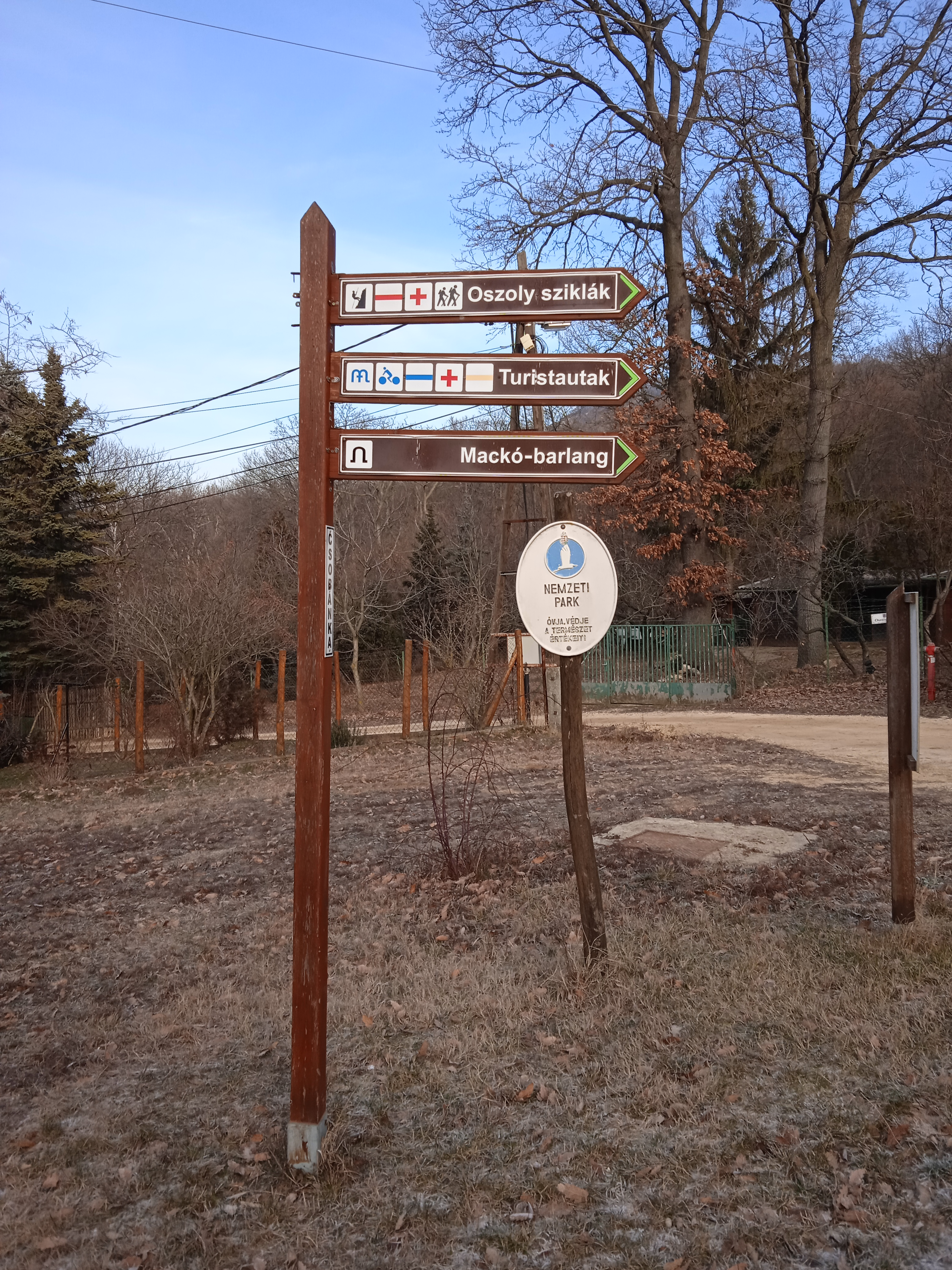
Csobánka, útbaigazító tábla

A Bertalan Károly és Schőnviszky László által összeállított, 1976-ban megjelent Magyar barlangtani bibliográfia barlangnévmutatójában meg van említve a Pilis hegységben lévő barlang Kis-kevélyi-barlang néven Kiskevélyi-barlang, Mackó-barlang névváltozatokkal. A barlangnévmutatóban fel van sorolva 37 irodalmi mű, amelyek foglalkoznak a barlanggal. 1976-ban nem lett országos jelentőségű barlang a Kis-kevélyi-barlang. Az 1976-ban befejezett és Bertalan Károly által írt, Magyarország barlangleltára című kéziratban az olvasható, hogy a Pilis hegységben, a Kevély-csoportban, Csobánkán elhelyezkedő Kiskevélyi barlang további nevei Mackó barlang és Dachstein mészkőbarlang. A Kis-Kevély É-i oldalán, az országos kéktúra útvonala mellett, Csobánka felett kb. 170 m-re van bejárata. Tátongó bejárata előtt az ásatások hányója látható. A barlang 59 m hosszú és 17 m mély. Van egy nagyméretű terme és a barlang végén lévő emeleti részből kürtő nyílik a tetőre. Kitöltéséből gazdag őskori kultúra és fauna került elő. A kézirat barlangra vonatkozó része 5 irodalmi mű alapján lett írva. Az 1977. május 30-án összeállított, országos jelentőségű barlangok listáján sincs rajta a Kis-kevélyi-barlang.
Az 1980-ban napvilágot látott, Gáboriné Csánk Vera által írt, Az ősember Magyarországon című könyvben szó van arról, hogy a tatai őskőkori telepen talált szerszámokhoz hasonló szerszámokat találtak a Kis-kevélyi-barlangban, a Szelim-lyukban és a Csákvári-barlangban, a szabadban lévő lelőhelyek közül pedig ide tartoznak valószínűleg a Süttőn, Tokodon feltárt településnyomok. A Kis-kevélyi-barlangból előkerült néhány olyan szerszám, amelyek Moustier-jellegűek. Az alsó vörösbarna réteg felett azonban volt egy szeletai levélhegy és néhány, levél alakú kaparó, amelyek kora négyféle lehet. Elképzelhető, hogy a szerszámok a Würm 1–2 interstadiális végén, a Würm második hideghulláma előtt maradtak ott. Előfordulhat azonban az is, hogy abból a rétegből kerültek elő, amely az interstadiális elején, vagy a Würm első hideghullámában keletkezett a barlangban. A kutató, az olvasó is megcsóválja a fejét ennyi bizonytalanságon, de a pontosítást későbbre kell hagyni.
Többféle alternatíva létezik a Kis-kevélyi-barlang rétegének korára. Elképzelhető, hogy a Würm első hidegperiódusában rakódott le. A faunalista alapján megállapítható, hogy a korai szeletai eszközöket tartalmazó rétegben ott az ősi vadszamár, az Equus (Asinus) hydruntinus. Emiatt a réteg nem fiatalabb a Würm első hideghullámánál. Megfelel ennek az időszaknak a többi állatfaj is. A Würm-glaciálisban élt egy különös embercsoport, a barlangi gravettiek (mások szerint barlangi eszkimók) a Pilis hegységben, pl. a Kis-kevélyi-barlangban. A Szeleta-barlang ásatása 8 éven keresztül történt, közben pedig ásatás folyt pl. a Kis-kevélyi-barlangban.

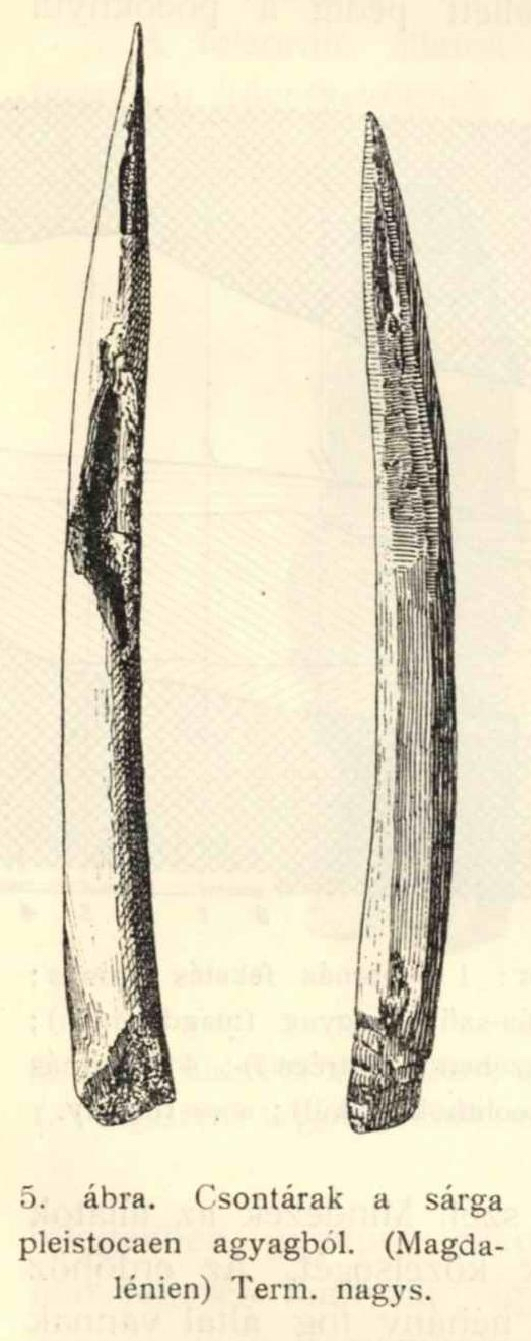
A Kis-kevélyi-barlangban talált két csontár

Az 1981. évi Karszt és Barlang 1–2. félévi számában nyilvánosságra lett hozva, hogy a Kis-Kevélyi-barlangnak 4820/14. a barlangkataszteri száma. Az 1983. évi Karszt és Barlangban van egy olyan ábra, amelyen a Pilis hegység Pilis hegytől Dunáig terjedő részének hossz-szelvénye látható. A rajzon megfigyelhető a terület jelentős barlangjainak földrajzi elhelyezkedése és az, hogy a barlangok mekkora tszf. magasságban helyezkednek el. Az ábrán szerepel a 400 m tszf. magasságban elhelyezkedő Mackó-barlang. A barlang 59 m hosszú és 10 m mély.
Az 1984-ben kiadott, Magyarország barlangjai című kiadványnak a magyarországi őslénytani és régészeti ásatásokat áttekintő részében szó van arról, hogy Hillebrand Jenő és Kormos Tivadar 1909-től bekapcsolódtak a magyarországi barlangok ásatásába, és néhány év alatt Magyarország majdnem mindegyik nagy barlangi lelőhelyén, pl. a Kis-kevélyi-barlangban is ásatást végeztek. A kb. 100 barlangot tartalmazó Pilis hegység legismertebb barlangjai a Sátorkőpusztai-barlang, a Legény-barlang, a Leány-barlang, vagy éppen a Kis-kevélyi-barlang, amelyet Mackó-barlang néven ismernek a turisták.
A könyv szerint a Pilisszántói-kőfülkében talált gravetti kultúrához hasonló leletanyag került elő a Kis-kevélyi-barlang felső pleisztocén rétegeiből is. A középkori Magyarország barlangnevei nagyon sokfélék és a természeti képződményeket jól jellemezték. Ilyen név a Likaskő is, amely egy 1355-ból származó (Anjou-kor) oklevélben Likaskw formában van említve Dénes György szerint. Ezt a nevet azonosítani tudta a Kis-kevélyi-barlanggal. A Magyarországon történt barlangi ásatások 1913-tól kiterjedtek a Kis-kevélyi-barlangra is. Mindig jelentős eltérések voltak a Bükk hegységben talált és a dunántúli paleolitok megítélésében. A Szelim-lyuk és a Kis-kevélyi-barlang alsó rétegei határozottan egykorúak az eddig ismertetett, Bükk hegységben lévő barlangok alsó rétegeivel, és Vértes László a kőeszközök hasonlósága miatt előszeretettel használta a dunántúli szeletai típus megnevezést.
A gravetti kultúra jellegzetes kőeszközei közül két típust lehetett elkülöníteni, a kis méretű (mikrogravett) hegyeket, és az apró, tompított hátú pengéket. Ehhez hasonló leletanyag került elő a Kis-kevélyi-barlang, a Szelim-lyuk, a Jankovich-barlang és a Bivak-barlang felső pleisztocén rétegeiből. Hegy- és dombvidéken helyezkednek el ezek a lelőhelyek, és a rénszarvasmaradványok nagy száma jellemző mindenhol. Ezért ezek a barlangok minden bizonnyal rénszarvasra specializálódott vadásznépek alkalmi tanyahelyeiként szolgáltak. A könyv országos barlanglistájában szerepel a Pilis hegység barlangjai között a barlang Kis-kevélyi-barlang néven Mackó-barlang és Dachsteini mészkőbarlang névváltozatokkal. A listához kapcsolódóan látható a Dunazug-hegység barlangjainak földrajzi elhelyezkedését bemutató 1:500 000-es méretarányú térképen a barlang földrajzi elhelyezkedése.

### 1986–2002
Az 1986-ban napvilágot látott, Magyarország régészeti topográfiája című könyvben az van írva, hogy a Kiskevélyi barlangnak (Kiskevélyi-barlang, Mackó-barlang) Csobánkán, a Kis-Kevély É-i lejtőjén, kb. 380 m tengerszint feletti magasságban van az É-ra tekintő bejárata. A barlang a 6/21. sz. lelőhely (barlang, paleolitikum, rézkor, késő bronzkor, római kor, Árpád-kor). Az üreg kb. 400 m² alapterületű és 26–28 m hosszú. Gyakran szerepel az irodalomban ez a lelőhely. 1868-ban geológiai kutatást végzett benne Koch Antal, és barlangi medve csontokat fedezett fel a kincskeresők által kiásott földben. Lóczy Lajos 1877-ben gyűjtött állatcsontokat és cserepeket, amelyek azóta elkallódtak (Magyar Nemzeti Múzeum 167/877.1–7). Márton Lajos 1910-ben megjelent írásában Csontbarlang néven van említve a Kis-kevélyi-barlang.

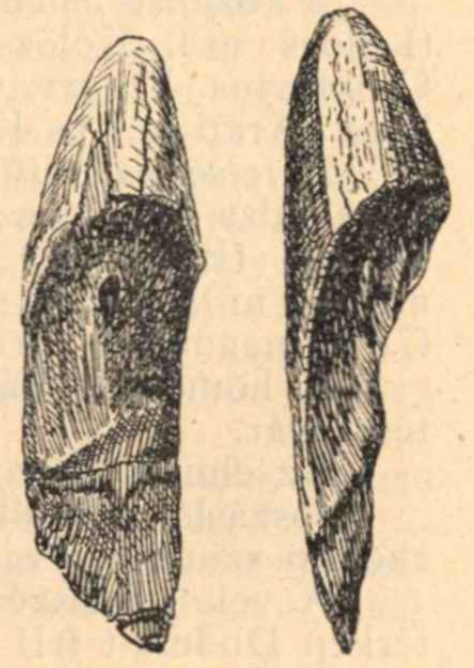
A Solymári-sziklaüregben talált, kiskevélyi típusú penge elölről és oldalról nézve. Jól látható rajta a lecsiszolódott lapocska (Rajzolta: Véghelyi Lajos)

1912–1914 között Hillebrand Jenő végezte el az üreg régészeti feltárását (A leletanyag: MNM Pb/392–503, 807–832; a leletek jegyzéke: MNM Adattára 7.K.1.). Sashegyi Sándor és Tregele Kálmán 1948-ban végeztek ásatást benne (Részletes beszámoló: Szentendrei Ferenczy Múzeum Adattára 745. A leletek rajza: SZFM Adattára 746. A leletanyag: SZFM 66.54.1; 67.33.1; 79.1; 101.1–11; 75.200.1–204.3. Az őslénytani leletek nagy részét Gaál István kapta meg.). Vértes László 1958-ban megjelent tanulmányában téves az a megállapítás, hogy 1948-ban Gaál István és Tregele Kálmán végzett ásatást a barlangban. 1957 őszén Vértes László rétegtisztázó ásatást végzett a bejárat K-i részén, az egyetlen helyen, ahol megmaradt a rétegsor (MNM Pb 57/54.1–4; 56.1–2). A topográfiában Vértes László munkája alapján lettek összefoglalva a barlang őskőkorszaki leletei.
A barlang kitöltése 3–5 m vastag volt, amelynek 5 rétegét lehetett megkülönböztetni. Meddő volt a legalsó sárga réteg, a felette húzódó barna réteg leleteit proto-solutréinek határozta meg Hillebrand Jenő, más kutatók szerint jelen volt a barlangban a korai Szeleta-kultúra és a Moustier-kultúra. Az 1957-es ásatás alapján valószínű, hogy a moustieri kaparókat tartalmazó barna réteg feletti, átmeneti rétegben voltak a Szeleta-kultúra szilánkjai és levélkaparója. A késő őskőkorszak eszközei két sárgás rétegben voltak, de nem állapítható meg ásatási feljegyzések hiányában, miképp helyezkedtek el ezekben a Hillebrand Jenő által magdaléni kultúrájúnak megállapított eszközök. Az itt talált 145 darab, pilisszántói kultúrába sorolható kovaeszköz közül a legtöbb retusálatlan penge, de néhány különféle retusált penge, fúró, kaparó és árvéső is napvilágra került. A csonteszközök közül legértékesebbek az átfúrt szarvasphalanx és a madárcsontból készült ár.
Hillebrand Jenő nem tett el leleteket a legfelső, holocén rétegből, így szinte kizárólag azok a tárgyak tanúskodnak a barlang későbbi lakottságáról, amelyeket Sashegyi Sándor gyűjtött az 1912-től 1914-ig tartó ásatásnak a barlang előterébe kihordott földjéből. A ludanicei csoportba sorolható néhány tálperem kerek bütyökkel, illetve füllel, egy kettős kúpos és egy hengeres nyakú edény töredéke (4. tábla 1–3, 5–6, 8) (SZFM 67.101.2, 5–10 és rajz a SZFM Adattára 746. sz. aktában.). A badeni kultúrához köthető egy vastag falú edény töredéke függőleges kannelúrával, egy gömbszelet alakú tál töredéke a pereme alatt hármas bütyökkel, egy bordás fazékperem, egy kannelúrás, széles szalagfül és egy rücskös felületű töredék bütyökfogantyúval (SZFM 67.101.4, 8; 75.200.1–3). Egy kisméretű állatszobor töredéke is valószínűleg ebbe a kultúrába tartozik (SZFM 67.79.1). A késő bronzkori urnamezős kultúrába sorolható egy finoman kannelúrázott, vékony falú oldal, egy behúzott és egy síkozott peremű táltöredék (SZFM 67.101.3; 75.201.1; MNM RŐ 57.78.1–2, ez utóbbiak jellegtelen cserepek).

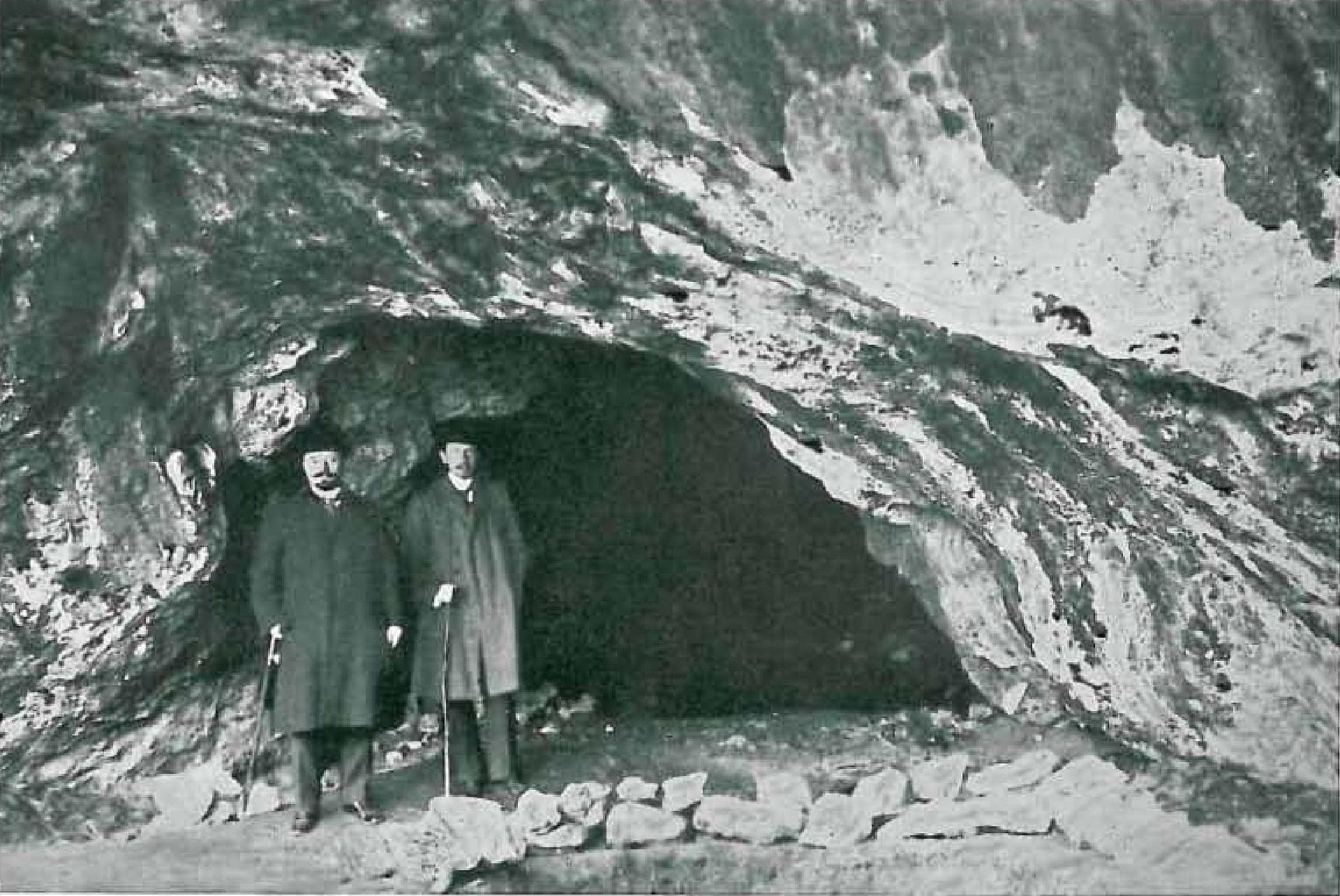
A Kis-kevélyi-barlang bejárata 1931-ben

Előkerült egy zöld mázas és egy barna festésű római kori oldaltöredék (SZFM 75.203.1–2). Sashegyi Sándor Árpád-kori edénytöredékeket is talált benne. 11. századi, vagy 12. századi egy szürke, vonalköteggel díszített, homokos anyagú oldaltöredék (SZFM 67.101.11). 13. századiak a barna és barnásszürke színű, kézikorongon készült, homokkal és kaviccsal kevert anyagú fazéktöredékek (SZFM 75.204.2–3). A fehér, élesen profilált peremű, kívül-belül egyenletesre simított felületű fazéktöredék a 13. század végén készült (SZFM 75.204.1). A kiadványban van egy Csobánka térkép, amelyen megfigyelhető a Kis-kevélyi-barlang földrajzi elhelyezkedése. A térképen 21-es számmal van jelölve a lelőhely. A könyvben lévő 4. táblán a Kis-kevélyi-barlangból előkerült 6 olyan lelet látható, amelyek a ludanicei csoportba (rézkor) tartoznak.
Az 1986. évi Karszt és Barlangban lévő, Fényes Elek által írt Magyarország geográfiai szótárát (Pest, 1851; reprint 1984) ismertető összeállításból megtudható, hogy a szótárban, Csobánka bemutatásánál (1. köt. 222. o.) meg van említve az, hogy Csobánkának van egy barlangja. 1988. október 1-től a környezetvédelmi és vízgazdálkodási miniszter 7/1988. (X. 1.) KVM rendeletének (6. §. 2. pont, illetve 5. sz. melléklet) értelmében a Pilis hegységben lévő Kiskevélyi-barlang fokozottan védett barlang. Fokozottan védett barlang régészeti leletei miatt lett. Az 1988. évi Karszt és Barlangban közölve lett, hogy a Pilis hegységben elhelyezkedő Kiskevélyi-barlang bekerült Magyarország fokozottan védett barlangjai közé. Magyarországon a Kis-kevélyi-barlanggal együtt 108 barlang van fokozottan védve.

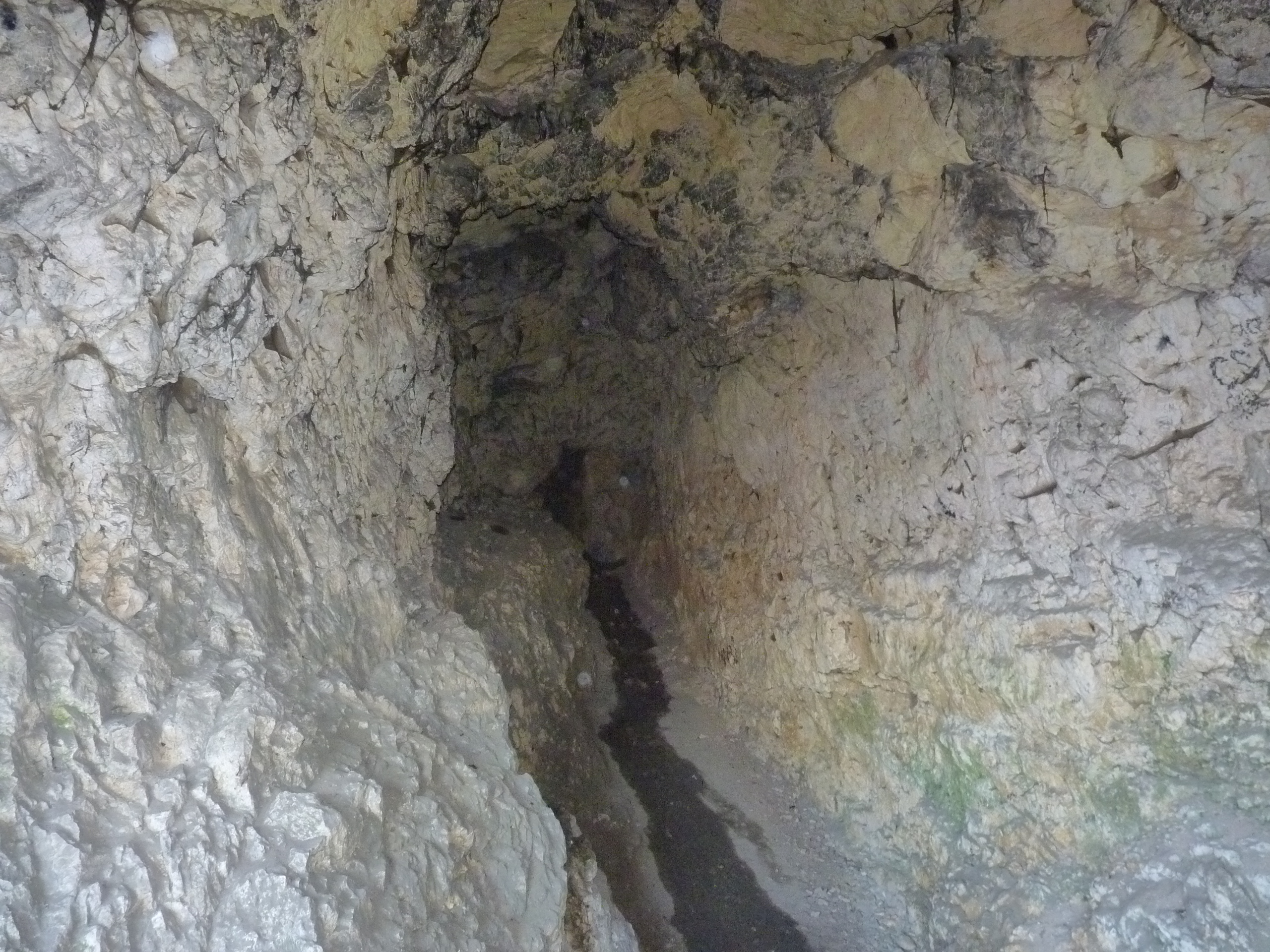
A Kis-kevélyi-barlang belső része

A Kis-kevélyi-barlang 1989-ben kitöltött barlangkataszteri törzslapja szerint a barlangnak két bejárata van, amelyek közül a felső el van tömődve. A barlang 59 m hosszú, 17 m mély és 30 m vízszintes kiterjedésű, valamint a bejáratánál van egy sárga festékkel írt MACKÓ-barlang felirat. Az 1989. évi Karszt és Barlangban lévő tanulmány szerint az aurignaciennél idősebb moustieri és a fiatalabb magdaléni emlékei először a Dunántúli-középhegységből, amely eleinte a Bükk őskőkorszaki kultúráinál színesebbnek bizonyult, pl. a Kiskevélyi-barlangból lettek kimutatva.
Kárpát József 1990-ben készült kéziratában az van írva, hogy a Kiskevélyi-barlangot (Csobánka) nevezik még Mackó-barlangnak és Dachsteinimészkő-barlangnak. A Kis-Kevély csúcsától É-ra 170 m-re van a barlang bejárata. A Kevély-nyeregből az ÉNy-ra induló sárga jelzésű turistaúton lehet elérni a barlangot. 11 m széles és 5 m magas bejárata van a hatalmas csarnokszerű üregnek, amely befelé keskenyedik. 1911–1912-ben régészeti célból kiásták kitöltését 2–2,5 m mélységig. A képződménymentes barlang befoglaló kőzete dachsteini mészkő. Az előcsarnok folytatását képező emeleti teremből felszínre nyíló kürtő jelenleg teljesen el van tömődve, de a felszínen még látható egy berogyás alakjában felszíni nyílása. A barlang kb. 45 m hosszú és kb. +12 m mély. Szóba jöhet tág csarnoka turisztikai látnivalóként, valamint esőben menedéknek, bivakoláshoz alkalmas a barlang. Mivel gyakran felkeresik turisták, ezért bejáratához célszerű lenne tájékoztató táblát állítani, és időnként összegyűjteni az eldobált szemetet. A kéziratba bekerült a barlang 1913-ban publikált alaprajz térképe.

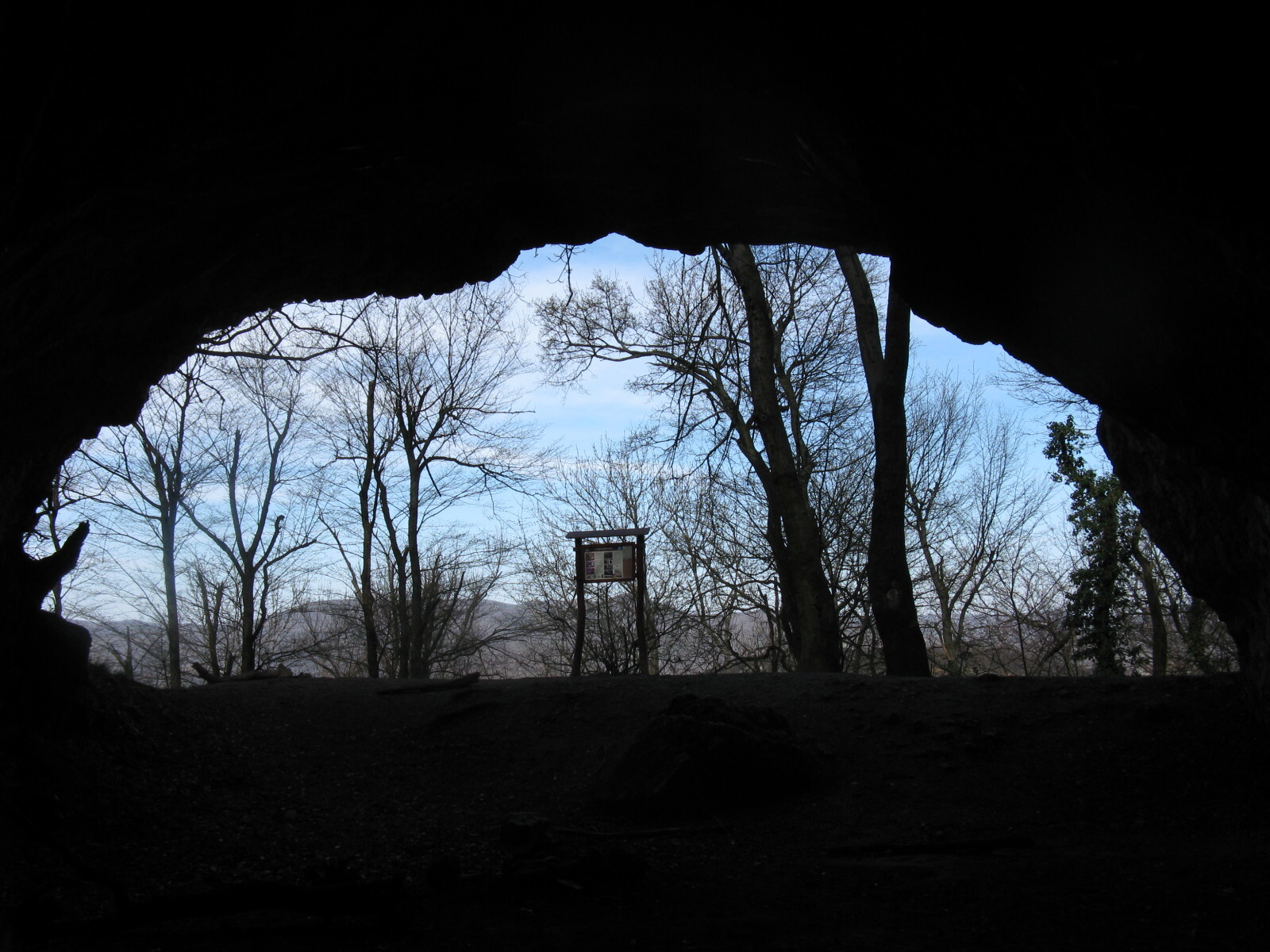
A Kis-kevélyi-barlang bejárata 2014-ben

Az 1991-ben kiadott, Miczek György által szerkesztett útikalauzban az olvasható, hogy a kevély-nyergi turistaháztól a zöld turistajelzés vezet a Kis-Kevélyi-barlanghoz (Mackó-barlang), amelynek a Kis-Kevély É-i oldalában, kb. 400 m tszf. magasságban van a bejárata. Az 59 m hosszú barlang 11 m széles, 3–5 m magas bejáratán át egy tág csarnokba lehet jutni, amely 10 m után két szűk járatban folytatódik. Ez utóbbiak egyikének végén van egy magasba nyúló kürtő, amely a felszínig ér. A barlang tág csarnokát évszázezredek üledéke töltötte fel. Ebben már az 1800-as években történtek ötletszerű ásatások, de szakszerű tudományos feltárása 1912-ben kezdődött, melyet Hillebrand Jenő vezetett. Vértes László 1957-ben a barlangban új (rétegtisztázó, hitelesítő) ásatást végzett.
Ennek során a jégkorszak állatvilágának gazdag csontleletanyaga került elő az egymás alatt húzódó rétegekből. A rengeteg, különböző kis állatfaj (főleg madarak és rágcsálók) csontjai mellett az ásatás során előkerültek barlangi oroszlán, barlangi medve, barlangi hiéna, barlangi farkas, gyapjas orrszarvú, óriásgím, rénszarvas, zerge, füttyentő nyúl, nyuszt és jégkori szamár csontjai is, de ezek csak az érdekesebb leletek. Nagy jelentőségűek az ásatásokkal napvilágra került régészeti leletek, amelyek a jégkor emberének három kultúráját képviselik. Moustieri kaparókra, a dunántúli Szeleta-kultúra kőeszközeire és a pilisszántói kultúra kisebb-nagyobb kovapengéire nagy számban bukkantak rá. Ezek jelenleg a Magyar Nemzeti Múzeum becses darabjai. A leletek azt tanúsítják, hogy a Kis-Kevély barlangja az őskor emberének menedéke volt évezredeken át. Itt lakott, elejtett vadászzsákmányát pedig a barlangi tűzhelyen sütötte meg. A barlangot számon tartotta a barlangot ősi magyar szóval kőlyuknak nevező, középkori ember is, mert egy 1355. évi oklevélben rögzített birtokhatár-leírás a jelenlegi Kis-Kevélyt Likaskő (akkori helyesírással Likaskw) néven említi a barlang miatt.

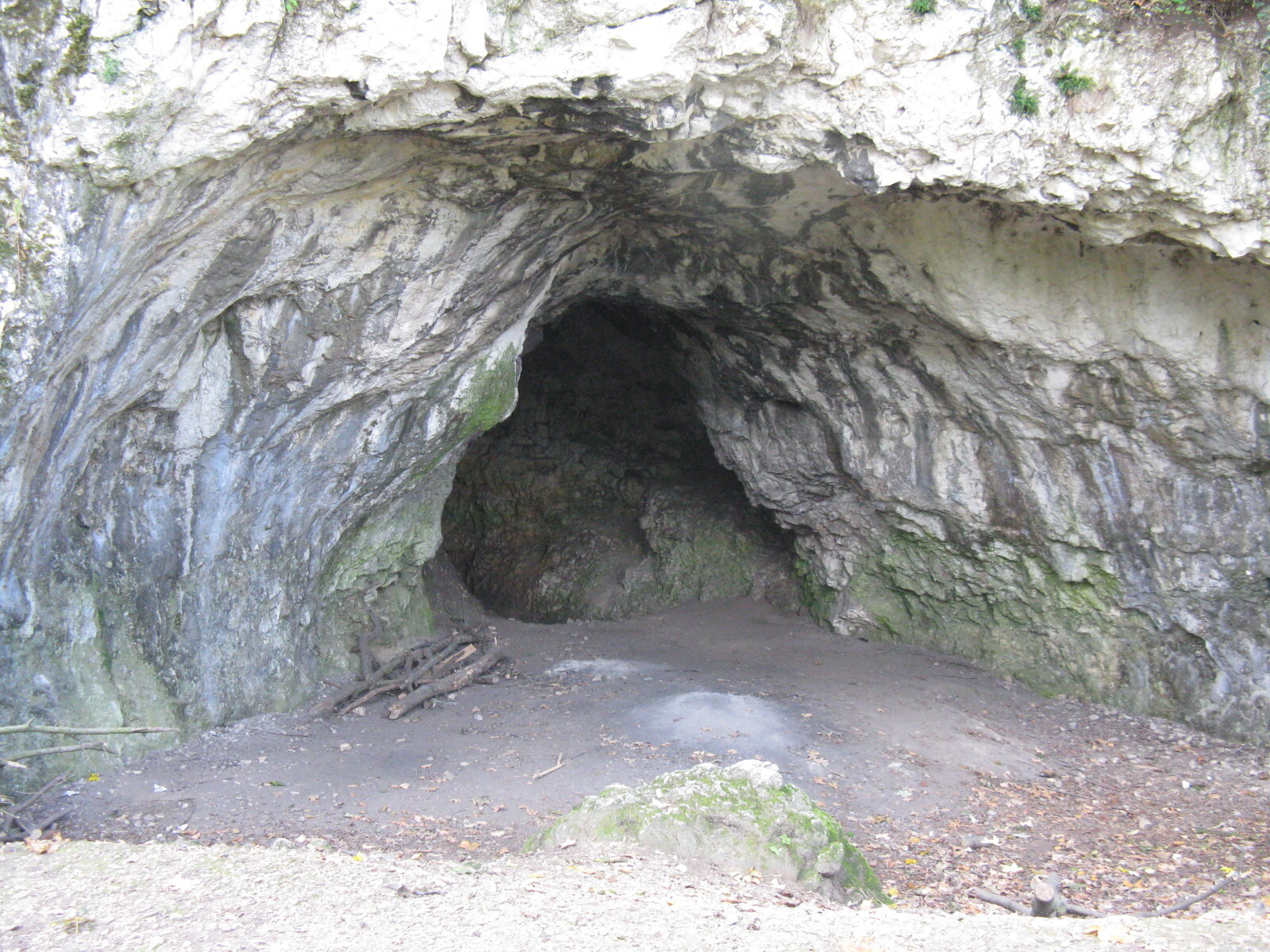
A Kis-kevélyi-barlang bejárata 2015-ben

Csobánkáról a sárga sáv jelzésen felkapaszkodva érhető el a Kis-Kevélyi-barlang, ismertebb nevén Mackó-barlang. Jelentős ősrégészeti lelőhelyként tartják nyilván a szakemberek a Kis-Kevély É-i oldalában, kb. 380 m tszf. magasságban nyíló barlangot. A kb. 28 m hosszú Mackó-barlangban már az 1860-as években is felfedeztek ősmaradványokat: a barlang alját kitöltő agyagból barlangi medve csontokat szedtek össze. Az 1910-es években végezték el a barlang tervszerű régészeti feltárását. Ezt követően még többször kutatva lettek a barlang kitöltésének rétegei. Utoljára (1957-ben) Vértes László végzett a barlangban ásatásokat.
Az összegyűjtött és rendszerezett leletanyag alapján meg lehetett állapítani, hogy a barlangban megtelepedett több ősemberi kultúra is. Sok pattintott kovaeszköz bukkant elő belőle, velük együtt pedig különböző csontszerszámok is előkerültek. Kb. 150 kovaeszköz és egyéb leletanyag képviseli a nevezetes pilisszántói kultúra tárgyi emlékeit. A barlang a jégkor után is menedéke volt az embernek: a különböző kultúrák egymást követték benne. Találtak késő bronzkori, római kori cseréptöredékeket is. A 13. századból származó Árpád-kori cserepek, fazéktöredékek a barlang legfiatalabb leletei. A jelenkor leletanyaga kevésbé izgalmas: a barlang aljzatán a fegyelmezetlen kirándulók által elszórt konzervdobozok, üvegek hevernek. Elképzelhető, hogy évezredek múlva ezek lesznek értékes tárgyi emlékek az akkori régészek számára.
A Kárpát József által 1991-ben írt kéziratban meg van említve, hogy a fokozottan védett Kiskevélyi-barlang (Csobánka) 45 m hosszú és 12 m mély. Az 1991. évi Földrajzi Közleményekben publikált és Hevesi Attila által írt tanulmányban szó van arról, hogy mivel a Pilis hegység sasbércvonulatai magasra emelkednek környezetükhöz viszonyítva, ezért tetőik közelében, homlokfalaikon sok régi forrásbarlang (pl. a Mackó-barlang), hátaikon pedig néhány zsomboly található. 1994-ben jelent meg nyomtatásban a Kis-kevélyi-barlang leleteinek és üledéksorának kronológiai revíziója, amelyet T. Dobosi Viola és Vörös István írtak.

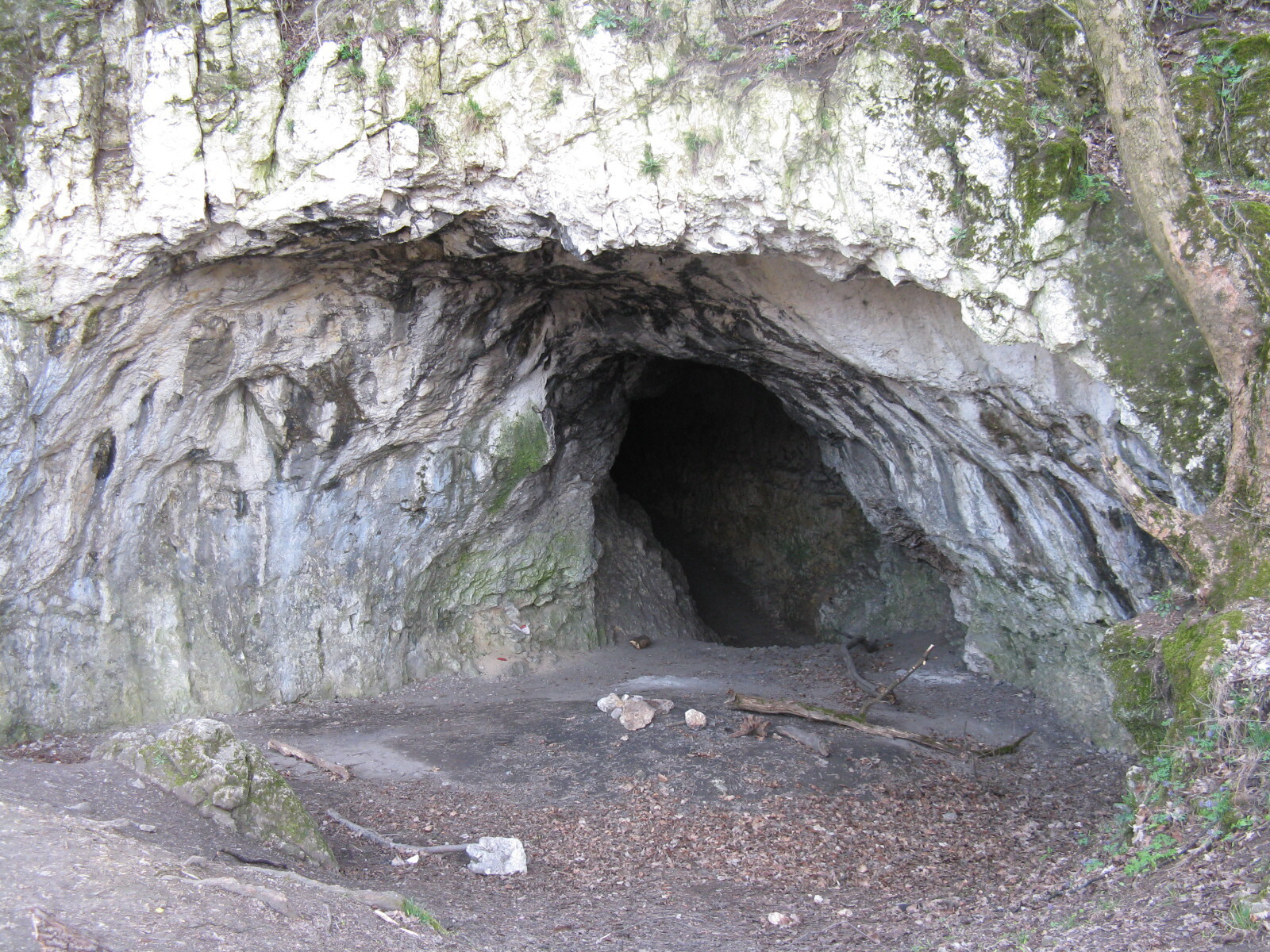
A Kis-kevélyi-barlang bejárata 2014-ben

Az 1996. évi barlangnap túrakalauzában az van írva, hogy a kevély-nyergi turistaháztól a sárga turistajelzés vezet a Kis-kevélyi-barlanghoz (Mackó-barlang), amelynek a Kis-Kevély É-i oldalában, kb. 400 m tszf. magasságban van a hatalmas bejárata. Az 59 m hosszú barlang 11 m széles, 3–5 m magas bejáratán át egy tág csarnokba lehet jutni, amely 10 m után két szűk járatban folytatódik. Ez utóbbiak egyikének végén van egy magasba nyúló kürtő, amely a felszínig ér. A barlang tág csarnokának kitöltésében már az 1800-as években történtek ötletszerű ásatások, de szakszerű tudományos feltárása 1912-ben kezdődött, melyet Hillebrand Jenő vezetett. Vértes László 1957-ben a barlangban új (rétegtisztázó, hitelesítő) ásatást végzett.
Ennek során a jégkorszak állatvilágának gazdag csontleletanyaga került elő az egymás alatt húzódó rétegekből. A rengeteg, különböző kis állatfaj (főleg madarak és rágcsálók) csontjai mellett az ásatás során előkerültek barlangi oroszlán, barlangi medve, barlangi hiéna, barlangi farkas, gyapjas orrszarvú, óriásgím, rénszarvas, zerge, füttyentő nyúl, nyuszt és jégkori szamár csontjai is, de ezek csak az érdekesebb leletek. Nagy jelentőségűek az ásatásokkal napvilágra került régészeti leletek, amelyek a jégkor emberének három kultúráját képviselik. Moustieri kaparókra, a dunántúli Szeleta-kultúra kőeszközeire és a pilisszántói kultúra kisebb-nagyobb kovapengéire nagy számban bukkantak rá. Ezek jelenleg a Magyar Nemzeti Múzeum becses darabjai. A leletek azt tanúsítják, hogy a Kis-Kevély barlangja az őskor emberének menedéke volt évezredeken át. Itt lakott, elejtett vadászzsákmányát pedig a barlangi tűzhelyen sütötte meg. A barlangot számon tartotta a barlangot ősi magyar szóval kőlyuknak nevező, középkori ember is, mert egy 1355. évi oklevélben rögzített birtokhatár-leírás a jelenlegi Kis-Kevélyt Likaskő (akkori helyesírással Likaskw) néven említi a barlang miatt.

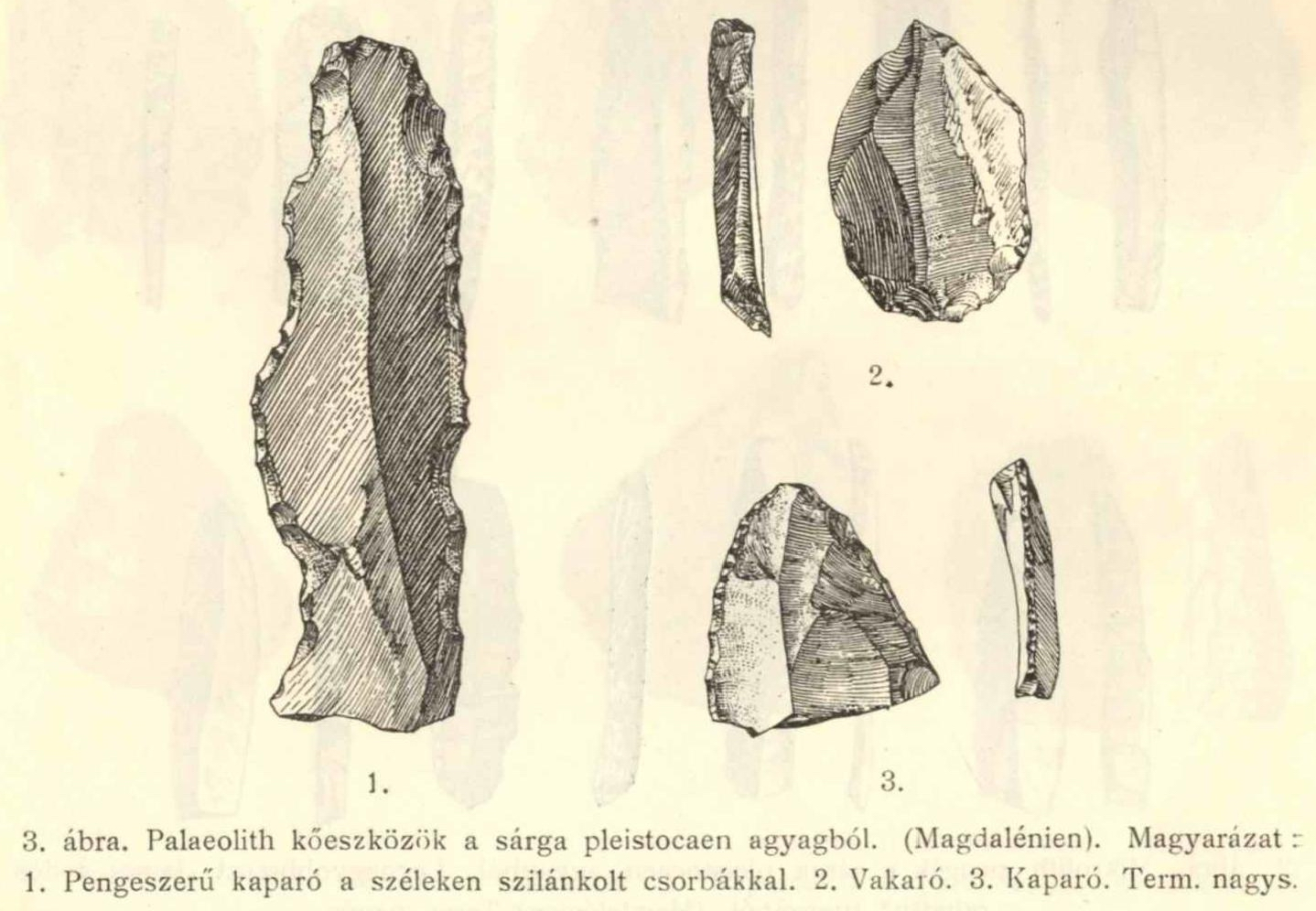
Kis-kevélyi-barlang, őskőkorszaki kőeszközök

A Bekey Imre Gábor Barlangkutató Csoport 1997 novemberében a barlangban észlelt egy kis patkósdenevért. 1998. június 2-án Szabó Zoltán szerkesztette és rajzolta meg a barlang legújabb térképeit a KTM TVH Barlangtani Osztály, azaz Szabó Zoltán és Szabó Lénárd által végzett barlangfelmérés alapján. Ekkor Szabó Zoltán elkészítette a barlang alaprajz térképét, hossz-szelvény térképét, 2 keresztmetszet térképét és a bejárat rajzát. A felmérés szerint a barlang 65 m hosszú, 11 m magas és 3 m mély. A térképeken a barlang nevének két szinonimája is látható. A KvVM Barlang- és Földtani Osztályon található az alaprajzot ábrázoló 1998-ban készült térképlapnak egy színes változata, amelyhez a barlangot Szabó Zoltán mérte fel és 1998. június 2-án szerkesztette Szabó Zoltán, valamint egy színes hossz-szelvény térkép. A térképlapon nincs rajta a barlang nevének az eredeti térképeken szereplő két szinonimája.
A 2000. évi Karsztfejlődésben lévő tanulmányban van egy ábra, amelyen látható a Pilis hegységben található néhány barlang és édesvízi mészkő előfordulás földrajzi elhelyezkedése. Az ábrán megfigyelhető, hogy a Kis-kevélyi-barlang (a rajzon Mackó a neve) mekkora függőleges kiterjedésű és mekkora tszf. magasságban helyezkedik el. 2001. május 17-től a környezetvédelmi miniszter 13/2001. (V. 9.) KöM rendeletének értelmében a Pilis hegység területén lévő Kiskevélyi-barlang fokozottan védett barlang. Egyidejűleg a fokozottan védett barlangok körének megállapításáról szóló 1/1982. (III. 15.) OKTH rendelkezés hatályát veszti. Sásdi László 2002-ben készült kéziratában azok az információk szerepelnek, mint a 2000. évi Karsztfejlődésben lévő tanulmányban, de a kéziratba bekerült egy színes fénykép, amelyen a 400 m tszf. magassági szinten nyíló barlang bejárata figyelhető meg (Sásdi László készítette a fényképet).

### 2003-tól

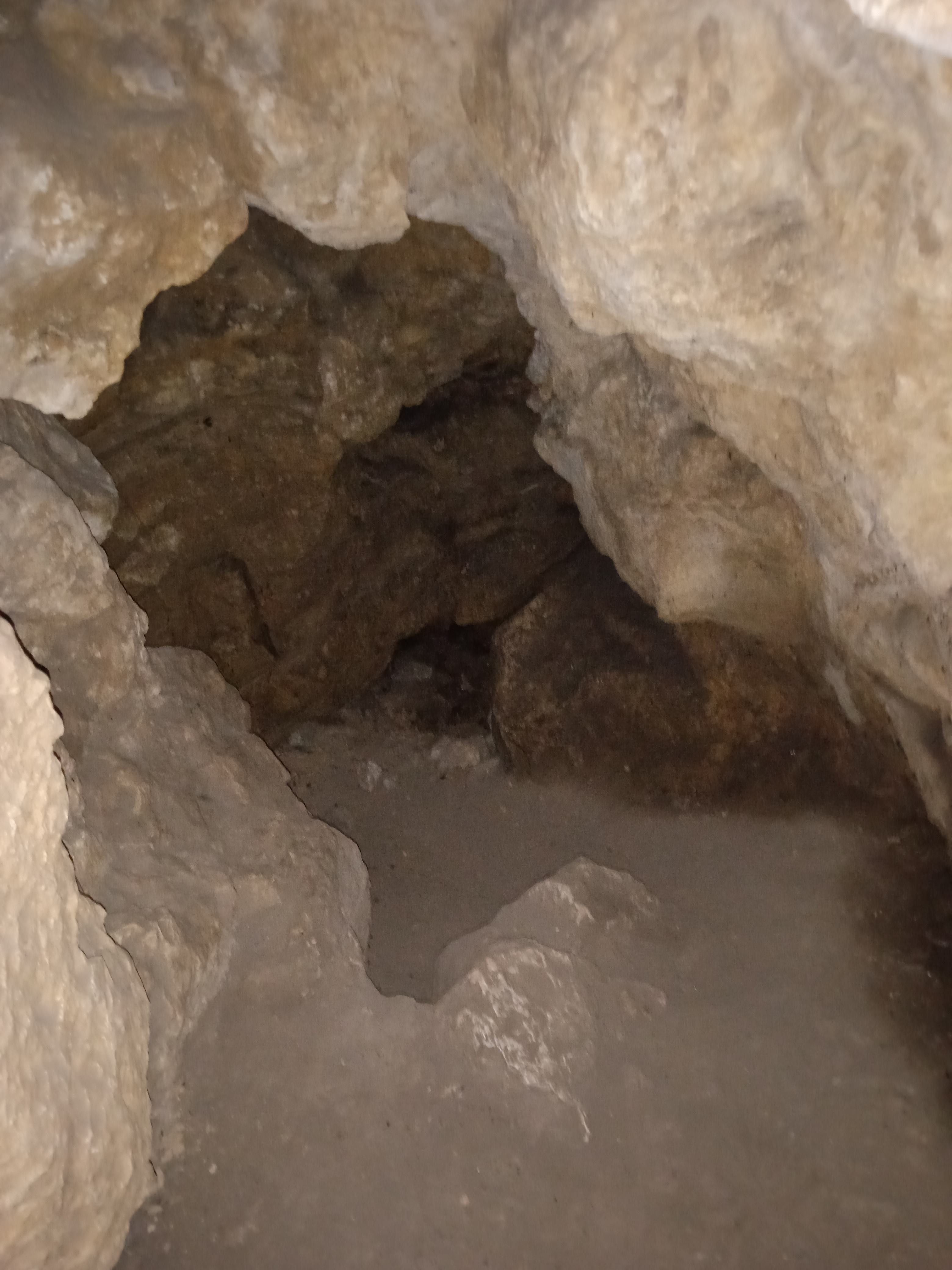
A Kis-kevélyi-barlang alsó részének vége

A 2003-ban kiadott, Magyarország fokozottan védett barlangjai című könyv szerint a Kis-Kevélyi-barlangot nevezik még Mackó-barlangnak, Csontbarlangnak és Dachstein-mészkőbarlangnak. A 4820/14 barlangkataszteri számú barlang a Pilis hegységben, a Pilisi-hegyekben, a Pest megyei Csobánkán helyezkedik el. 388 m tszf. magasságban van a bejárata a 65 m hosszú, 14 m függőleges kiterjedésű, 11 m magas, 3 m mély és 33 m vízszintes kiterjedésű barlangnak. A barlang a Nagy-Kevély csoportjához tartozó – fő tömegében felső triász dachsteini mészkőből és dolomitból álló – Kis-Kevély É-i oldalán helyezkedik el. A Csobánkáról a Kevély-nyeregbe haladó sárga jelzésű turistaút mellett húzódik a Kis-kevélyi-barlang, amely az őskortól emberi menedék volt. Első leírása valószínűleg Novák Dániel 1837-ben publikált Buda 's Pest vidékének regényes rajza, nevezetességei című cikkében található. Fényes Elek csak említette geográfiai szótárában (1851). Koch Antal hívta fel 1871-ben a Földtani Közlönyben a figyelmet tudományos jelentőségére.
Hillebrand Jenő 1912–1914-ben végezte a bejárati csarnokban az első régészeti ásatást. Az ásatással sok őskori állat (ló, rénszarvas, hiéna, barlangi medve, őstulok, ősszarvasok és gyapjas orrszarvú) és több rétegből az itt élt ősember leletei kerültek elő. Az ásatással tulajdonképpen a barlang teljes üledékét eltávolíttatta, majd feldolgozta Hillebrand Jenő. Vértes László 1957-ben rétegtisztázó ásatást végzett a hatalmas bejárat K-i oldalán véletlenül megmaradt kitöltés feldolgozásával. 5 meghatározó réteget különített el a 3–5 m vastagon feltárt kitöltésben. A legalsó, őslénytanilag meddő, sárga színű réteg felett húzódó barna színű réteg a Moustier- és a korai Szeleta-kultúra idején képződött. Ennek felső rétegeiben egy levélkaparót és szeletai szilánkokat talált. A következő kettő, sárga színű, késő őskőkorszaki rétegben jelenleg már nem lehet rekonstruálni a Hillebrand Jenő által felfedezett és magdaléninek nevezett eszközök helyét. A barlangban talált 145 darab, pilisszántói kultúrába sorolható kovaeszköz közül a legtöbb retusálatlan penge, de pár darab retusált penge, fúró, kaparó és árvéső is napvilágra került. A csontleletek közül a legértékesebb a madárcsontból készült ár és az átfúrt szarvasphalanx.
A holocén, legfelső réteget csak Sashegyi Sándor Tregele Kálmán társaságában 1948-ban végzett ásatása, valamint a korábban régészetileg értéktelennek tartott és a barlangból kihordott, bolygatott anyag átvizsgálásával talált értékes korjelző leletek (állatszobor-töredék, edénytöredékek, késő bronzkori és Árpád-kori edénytöredékek) alapján ismerték meg. A barlang teljes leletanyaga megtalálható a Magyar Nemzeti Múzeumban. Magyarországon az egyik legértékesebb, felső pleisztocén őslénytani és régészeti leletanyag volt az 1988-tól fokozottan védett barlang kitöltésében. Valószínűleg legalább három kultúra (Tata típusú középső paleolitikum, a jankovichien és a pilisszántói kultúra) revízióját lehetővé tenné az anyag modern szemléletű feldolgozása. Világítóeszközön kívül nem kell más a kirándulók által kedvelt útvonal mellett nyíló barlang megtekintéséhez.

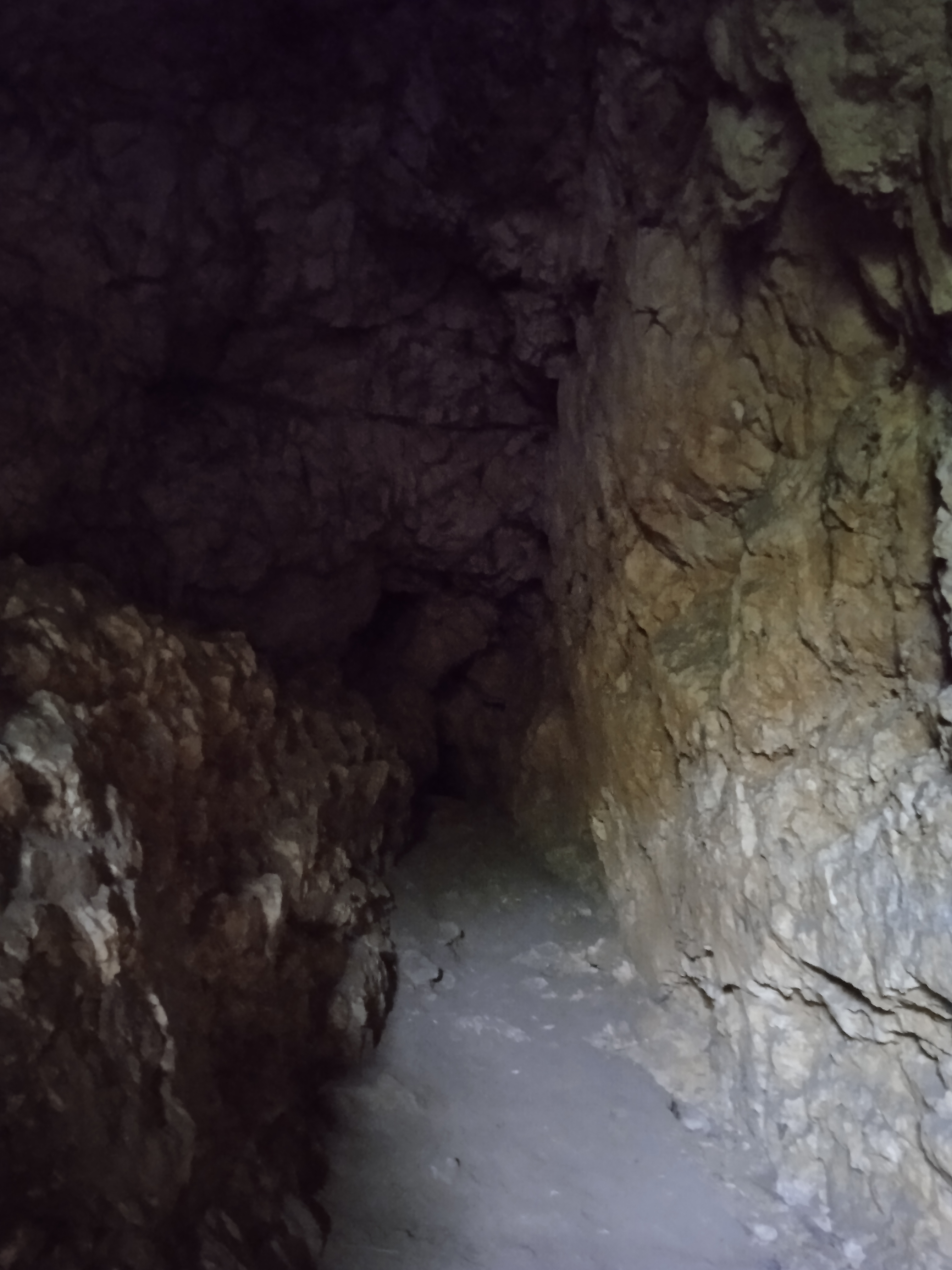
A Kis-kevélyi-barlang alsó részének vége

A hegy kiemelkedése után inaktívvá vált, É-ra tekintő egykori forrásszájat egy tektonikus hasadék által meghatározott irányú, fokozatosan csökkenő keresztmetszetű nagy csarnok és a csarnokból vízszintesen, majd a terem végén felfelé haladó, néhány m² szelvényméretű oldaljárat, valamint kürtő alkotják. A kürtőt időnként újra és újra kibontják lelkes barlangkutatók, de mindig beomlik az agyagos kőzettörmelékben felharapódzott kürtő. Ez a kürtő a bejárat felett található, gyér növényzetű sziklás hegyoldalon érkezik a felszínre. Szegényes a barlang formakincse, a fal felületét megtörő oldott formák tanulmányozását nehezíti a történelem előtti időktől tartó rendszeres tűzgyújtás korma. Néhány kezdetleges kis cseppkőcsapon és cseppkőzászlón kívül nincs a barlangban más kiválás. Az ismertetéshez mellékelve lett a barlang 1998-ban készült hossz-szelvény térképének színes változata. A könyvben látható egy Dyga Tadeusz által készített, színes fénykép, amelyen a barlang bejárata figyelhető meg. A fénykép havas időben a barlang belsejéből készült. A barlangról szóló könyvfejezet 4 irodalmi mű alapján lett írva.
A 2005-ben megjelent, Magyar hegyisport és turista enciklopédia című kiadványban önálló szócikke van a barlangnak. A szócikk szerint a Kis-kevélyi-barlang (Mackó barlang, Dachsteini mészkőbarlang) a Pilis hegységben található és fokozottan védett természeti érték. A Kis-Kevély É-i oldalán, a Csobánkáról a Kevély-nyeregbe vezető sárga jelzésű turistaút mellett, 388 m tszf. magasságban van a bejárata. Első leírójának, Novák Dánielnek az 1837-ben kiadott, Buda, és Pest vidékének regényes rajza, nevezetességei című cikkében szerepel a barlang. Koch Antal 1871-ben hívta fel a figyelmet tudományos jelentőségére. A 65 m hosszú és 14 m függőleges kiterjedésű barlang triász mészkőben, tektonikus hasadék által meghatározott irányban jött létre. Fokozatosan csökkenő szelvényű, nagyméretű csarnokból, és ebből vízszintesen, majd a terem végéből felfelé törő oldaljáratból, valamint kürtőből áll.
A bejárati csarnok első régészeti feltárását 1912–1914-ben Hillebrand Jenő, majd 1957-ben Vértes László végezték. Az egyik legértékesebb felső pleisztocén őslénytani és régészeti leletanyag volt rétegsorában. A sok őskori állati csont mellett (rénszarvas, barlangi medve, ló, ősszarvasok, hiéna, gyapjas orrszarvú, őstulok) több rétegből az itt élt ősember leletei kerültek elő. A pilisszántói kultúrába sorolt kb. 145 kovaeszköz legtöbbje retusálatlan penge, de néhány retusált penge, kaparó, árvéső és fúró is előfordult. A csontleletek közül legértékesebb az átfúrt szarvasphalanx és a madárcsontból készült ár. Csak világítóeszköz kell a szabadon látogatható barlang bejárásához. A Kis-Kevély oldalában helyezkedik el a Mackó-barlang. Szó van arról a kiadványban, hogy az Oszoly után a Csúcs-hegy gerince, majd a Kis-Kevély következik katlant alkotva, melyek alatt több helyen van barlangnyílás.
2005. szeptember 1-től a környezetvédelmi és vízügyi miniszter 23/2005. (VIII. 31.) KvVM rendelete szerint a Pilis hegységben lévő Kis-Kevélyi-barlang fokozottan védett barlang. 2013. augusztus 12-től a belügyminiszter 43/2013. (VIII. 9.) BM rendelete szerint a Pest megyei, csobánkai, 4820-14 barlangkataszteri számú és 10124 lelőhely-azonosítójú Kis-kevélyi-barlang régészeti szempontból jelentős barlangnak minősül. 2015. november 3-tól a földművelésügyi miniszter 66/2015. (X. 26.) FM rendelete szerint a Kis-Kevélyi-barlang (Pilis hegység) fokozottan védett barlang.

## További irodalom
- Gáboriné Csánk Vera: A Remete Felső-barlang és a „dunántúli szeletien”. Budapest Régiségei, 1984. 26. sz. 5–32. o.
- Gáboriné Csánk Vera: Az őskőkori jankovichien kultúra Nyugat-Magyarországon. Doktori értekezés, Budapest, 1986.
- Kadić Ottokár: A jégkor embere Magyarországon. Az összes magyarországi leletek összefoglaló ismertetése. Der Mensch zur Eiszeit in Ungarn. Zusammenfassende darstellung sämtlicher funde des eiszeitlichen menschen in Ungarn. (Német nyelven.) A Magyar Királyi Földtani Intézet Évkönyve, 1934. (30. köt.) 1. füz.
- Kadić Ottokár – Kormos Tivadar: Eiszeit und eiszeitliche Kulturen im heutigen Ungarn. Report of the XVI. International Geological Congress, U.S.A. 1933. Vol. 2. 1203–1208. o. Washington, 1936. Különlenyomata: 1935. 1–6. o.
- Kerekes József: A budakörnyéki hévvizes barlangokról. Földrajzi Zsebkönyv, 1944. (6. évf.) 21–33. o.
- Kondor György: Magyarország őskori művelődései. Ifjúság és Élet, 1939/40. (16. évf.) (Budapest, 1940.) 26–27., 28. o.
- Mottl Mária: Faunen, Flora und Kultur des ungarischen Solutréen. Quartär, 1938. (1. köt.) Berlin. 36–54. o.
- Mottl Mária: Faunen und Klima des ungarischen Moustérien. Verhandlungen der III. Internationalen Quartär-Konferenz, Wien, September 1936. Wien, 1938. 248–251. o.
- Mottl Mária: Az interglaciálisok és interstadiálisok a magyarországi emlősfauna tükrében. (Hozzászólásokkal.) Beszámoló a Magyar Királyi Földtani Intézet vitaüléseinek munkálatairól, 1941. (3. évf.) 1. füz. 3–42. o.
- Mottl Mária: Jégkorszakkutatás hazánkban. Földtani Értesítő U. F. 1940. évi évfolyam (5.) 102–105. o. (Budapest, 1941.)
- Szenthe István: Karsztjelenségek és képződményeik fejlődéstörténete a Nagy-Kevély környékén. Egyetemi szakdolgozat. Kézirat. Budapest, 1969.
- –: MNM Adattára 7.K.1. Kézirat. (A kézirat megtalálható a Magyar Nemzeti Múzeumban.)
- –: SZFM Adattára 745. Kézirat. (A kézirat megtalálható a szentendrei Ferenczy Múzeumban.)
- –: SZFM Adattára 746. sz. akta. Kézirat. (A kézirat megtalálható a szentendrei Ferenczy Múzeumban.)